# 山車

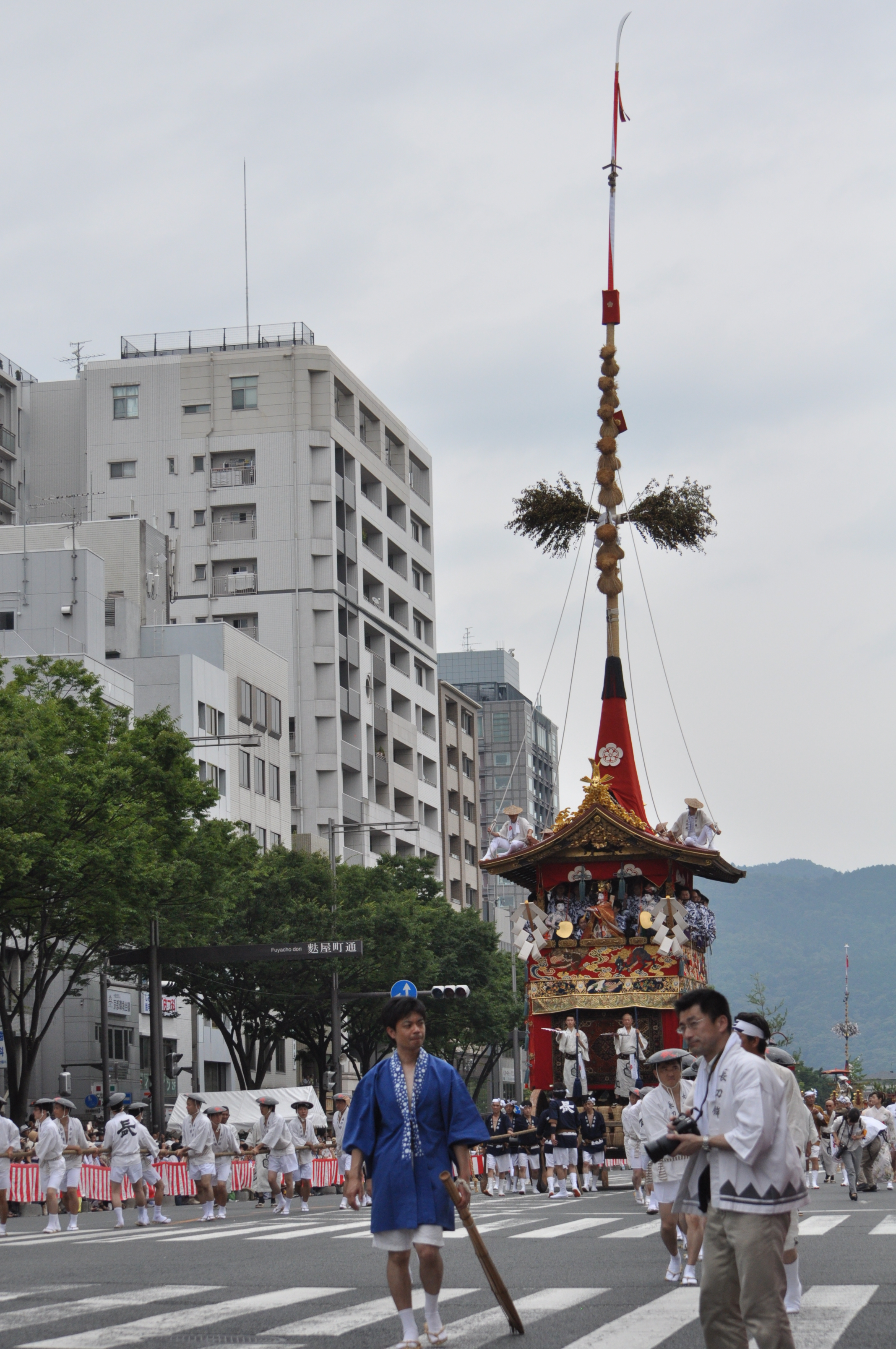
日本三大曳の一つ祇園祭の長刀鉾（2017年7月17日撮影）

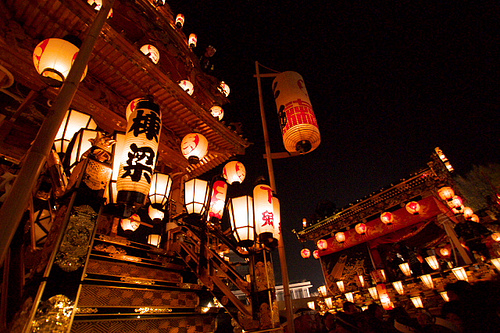
日本三大曳山の一つ（秩父夜祭の山車）

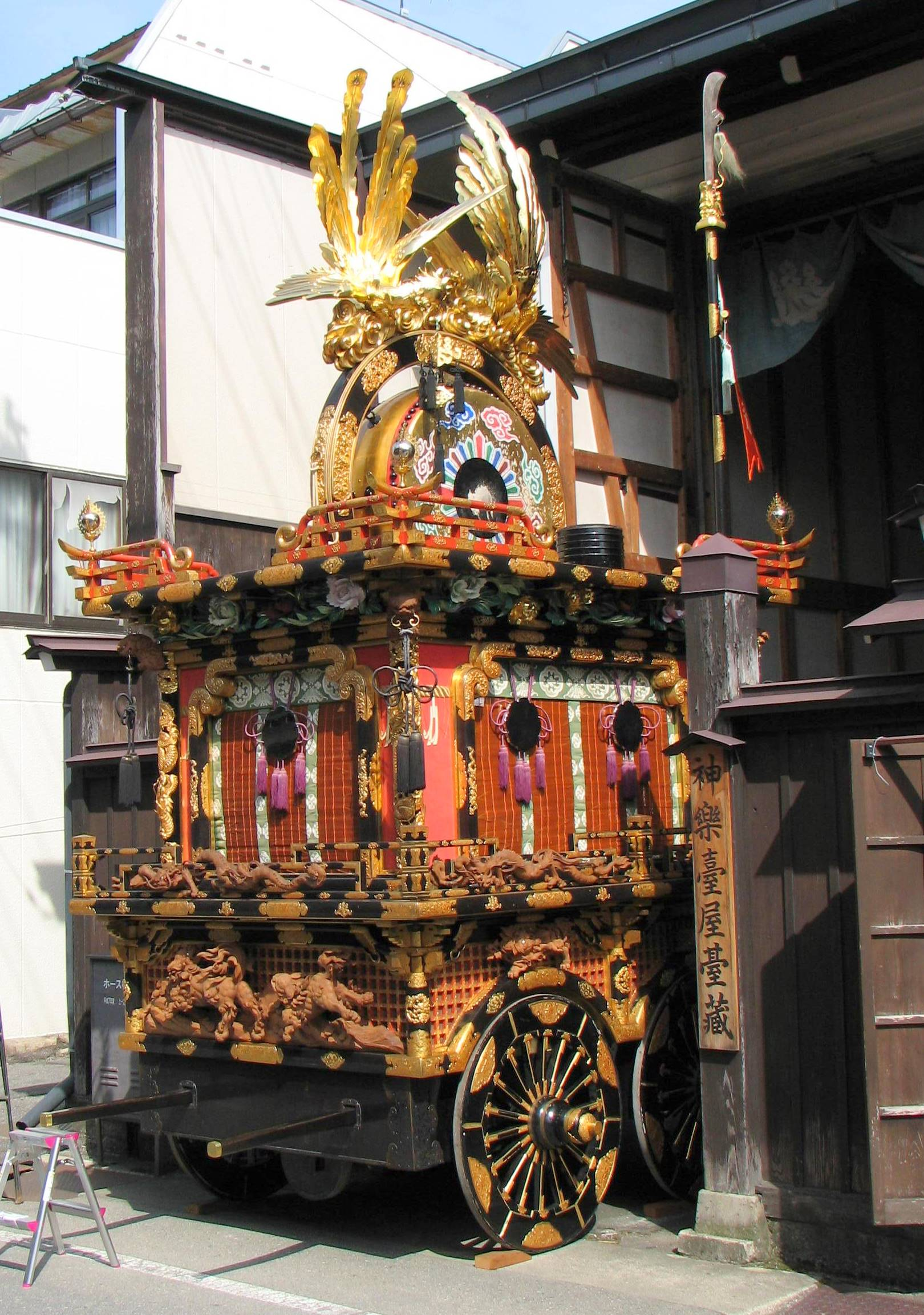
日本三大曳山の一つ（高山祭の屋台）

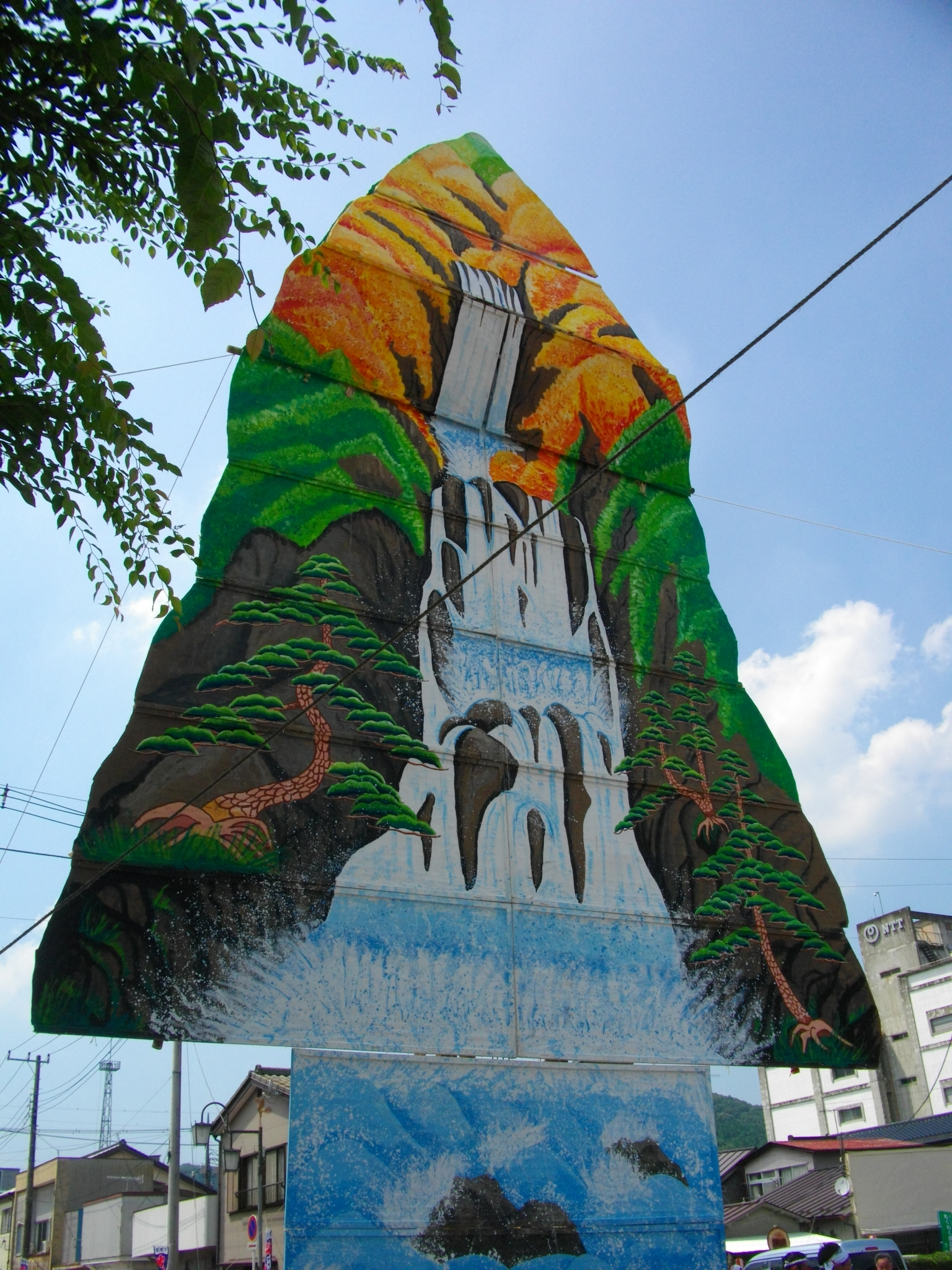
本来の「山」の意味が残る山あげ祭の大山

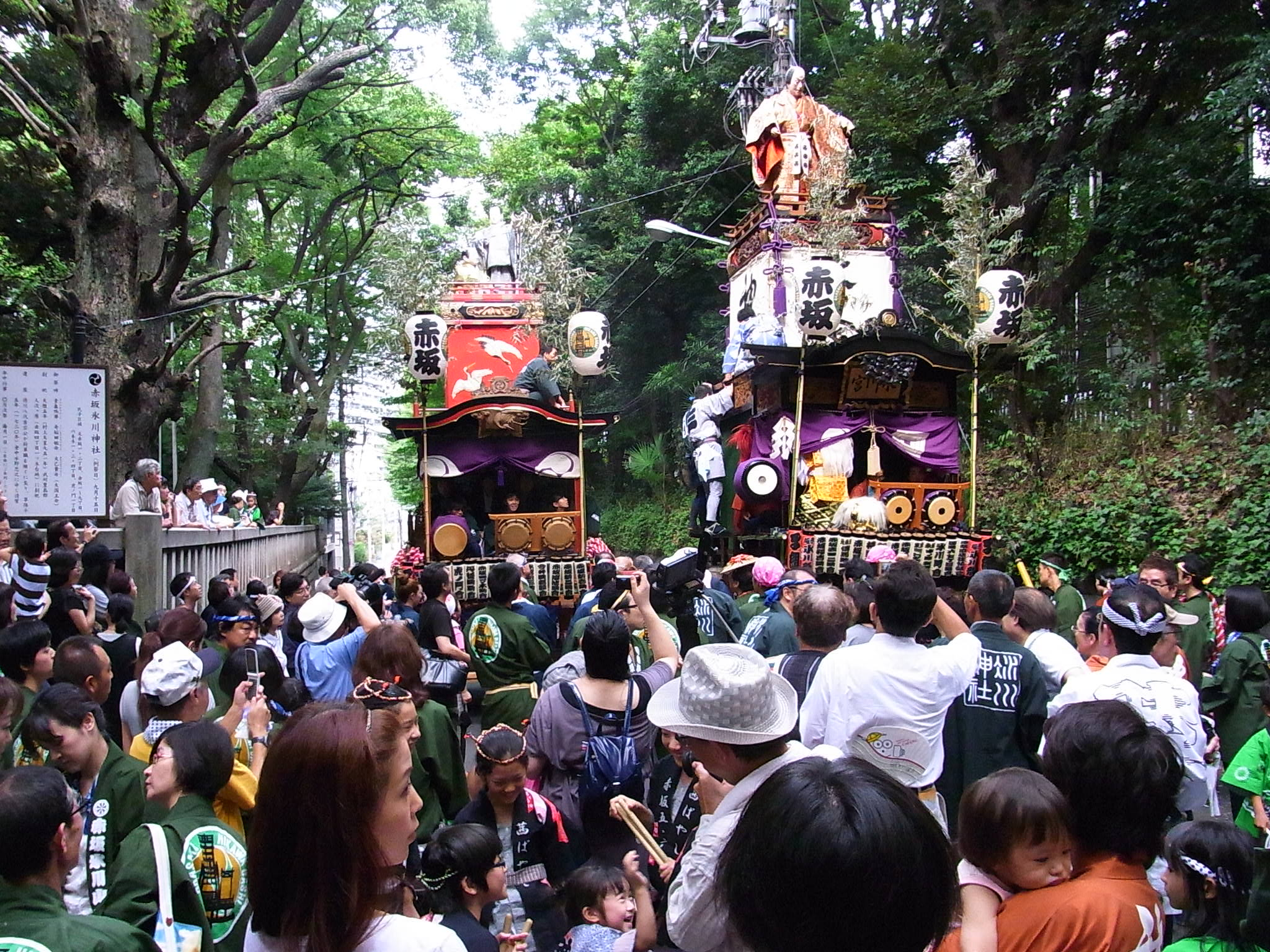
赤坂氷川祭での山車巡行氷川神社（2010年9月18日撮影）

山車（だし、さんしゃ）は、日本で祭礼の際に引いたり担いだりする出し物の総称。花や人形などで豪華な装飾が施されていることが多い。地方によって呼称や形式が異なり、曳山（ひきやま）・祭屋台（まつりやたい、単に屋台とも）などとも称される。神幸祭などの行事では、この山車が町の中をねり歩き行列となることもある。

## 山車の別名
山車（だし）の語源は、神殿や境内の外に出す出し物であるからとする説と依り代である髯籠（ひげこ）を出していたからだとする説などがある。山車は「出し物」全般を指すが、車の字がついていることから曳き山を指すことが多い。

### 山のつくもの
- やま（山、山車、車山、軕）、ひきやま（曳山、曳き山）、かきやま（舁き山、担ぎ山）。富山県の曳山は花が飾られた「花山」、多くの提灯がついた「提灯山」がある。
- やまほこ（山鉾）。台の上に山の形の造り物をのせ、鉾や長刀 などを立てたもの[1]。厄神は鉾のようなキラキラしたものに集まるという言い伝えから[2]。
- やまかさ（山笠）（北部九州地方）
- やたい（山車）（山形県新庄市、最上地方）

### 車のつくもの（上記を除く）
- さいしゃ（祭車）（三重県桑名市地方）
- おくるま（御車）（知多地方、尾張地方）

### 笠のつくもの（上記を除く）
- かさぼこ（笠鉾）（秩父地方など）
- おかさ  （お笠）（和歌山県田辺市）

### 台のつくもの
- やたい（屋台）（主に長野県、静岡県遠州、岐阜県飛騨など中部地方、神奈川県小田原市および兵庫県播磨地方、岩手県内陸部、沿岸内陸部。）
- たいこだい（太鼓台）（主に瀬戸内地方で愛媛県新居浜市、西条市、大阪府八尾市、堺市など）
- だいがく  （台楽、台額）（戦前まで大阪市南部一帯にあったが、2015年現在は生根神社の2基のみ[3])

### だんじり
- だんじりもしくはだんぢりとして、おもに山車を指す西日本特有の呼称。

（地車、台尻、壇尻、車楽、段尻）
主に近畿地方・中国地方・四国地方などの祭礼で登場し、「曳きだんじり」と「担ぎだんじり」の2種類に大別される。地方によっては、太鼓台やふとん太鼓などをこう呼ぶ場合もある。

## 山（山車の原型）
山（やま）は自然の山岳を模して造られた依り代で、祭礼などで用いられる。山車の原型。
古来の民間信仰では、神は山岳や山頂の岩や木を依り代として天から降臨するという考えがあり、山上や山麓に斎場を設け祭祀が行われていた。これらは山岳信仰として、或いは山岳を神体とする神社として残っている。代表的な例では大神神社（三輪山）などがあり、小さな神社でも山麓にあるものは山頂に磐座や神木を持つことが多い。
村落が発達すると平野部においても祭祀が行われるようになり、臨時の斎場が設けられた。このときにも降臨を仰ぐために依り代を立てており、これが恒久化して現在の神社のような施設ができる。この依り代の1つに、山岳を模して造られた山（やま、造り山・飾り山）がある。恒久的である神殿内部の依り代と並行して、この山は神の降臨を表現する、或いは、再確認する臨時の依り代として祭礼などで用いられるようになる。元来は実際に盛り土（築山）をし、祈願していたが、後に祭壇を築山と見做すようになる。
記録に残っている最初の山は『古事記』の垂仁天皇の条にある「青葉山」で、出雲国造の祖である岐比佐都美が葦原色男（大国主）を祀る庭として青葉で飾った山を造ったとある。
本来の意味の残る希有な例として、栃木県那須烏山市の「烏山の山あげ行事」（通称「山あげ祭」、国の重要無形民俗文化財）がある。この祭では元来、実際に土を盛った築山を街に作り奉納していたが、経済の隆盛とともに地元特産の和紙（程村紙）を使って木材と竹で作った枠に貼付け「山をあげる」ようになった。その大きさは最大で幅は道幅一杯の7m、高さは10m以上に及ぶ。現在は奥行き100mに渡って複数の「山」と舞台装置を組み合わせ、余興（所作狂言、神楽など）が奉納されている。また、これらの「山」は他所の曳山などと同様、町中を巡行する。全て手作りの幅7m、高さ10m以上、奥行き100mの山と舞台装置一式を毎回組み立てて、余興を催し、解体、移動を一日最大6回程度、3日間の祭礼で最大18回程度に渡ってくり返し、移動総延長は20kmにも及ぶ。6町年番制で町ごとに山を含む舞台装置は全て異なるが、全ての「山」には滝が描かれ、全ての町にあまねく山の恵みが行き渡るように、との願いが込められている。昭和初期までは祭りのたびに山を焼き、灰を縁起物として配っていた。
体形的な祭礼の物で記録に残っている最初の山では、『続日本後紀』天長10年（833年）11月戊申条、仁明天皇の大嘗会に曳きたてられた「標山（しるしのやま・ひょうのやま・しめやま）」がある。標山には移動神座のような役割があり、山車の原型であるといわれている。大嘗会には中断された時期があり、このときに標山は廃止されたようである。
民間の祭礼にも同じようなものが登場し、形態は山との関連と運行形態から一時的に祭壇のような築山を設ける「置き山」、引く形式の「曳き山」、担ぐ形式の「舁き山」などと呼ばれ、また「だし」とも呼ばれるが、その漢字には山車が使われた。現在の祭礼では、巡行されない置き山は数が少なく、巡行される山車がほとんどである。
富山県 射水市の放生津八幡宮と高岡市の二上射水神社では古代信仰の形態である築山行事が現在も行われている。放生津八幡宮祭礼曳山ならびに御車山は、この築山行事の形態を移動できるように発展させたものと考えられており、起源はよくわかっていないが、放生津八幡宮の築山神事は江戸時代初期より行われていたことが、1721年（享保6年）の「東八幡宮記録」や「築山古老伝記」に記録されている。
放生津八幡宮では大きな松の木、二上射水神社では大きな3本の杉の木の前に臨時の築山（祭壇）を設置し神様を迎え入れる。どちらの築山も祭壇が2段になっており、下段には共にそれぞれ面をつけた仏門守護の四天王（持国天・増長天・広目天・多聞天）を配し、上段中央には共に唐破風屋根の神殿（祠）の上に、放生津八幡宮は鬼女（狂女）の面に白髪を振り乱し、金襴の打掛をはおり、御幣を取付けた長い竹竿を持った姥神（オンババともいわれる）を、二上射水神社は斧を振り上げた天狗の主神を祀り神事を執り行う。なおいずれの築山行事も神事が終わるとそれぞれの神が暴れるとされる言い伝えにより、築山は大急ぎで解体される。
この行事は能登にある石動山（せきどうざん又はいするぎやま）の伊須流岐比古（いするぎひこ）神社でも行われていたが明治期に廃絶、富山県内でも放生津八幡宮と、明治期に休止となり1956年（昭和31年）より復活した二上射水神社で行われているだけであり、いずれも1982年（昭和57年）1月18日に富山県の無形民俗文化財に指定され、放生津八幡宮の築山は「放生津八幡宮祭の曳山・築山行事」として、2021年（令和3年）3月11日に国の重要無形民俗文化財に指定されている全国的にも稀有な行事である。なお3ケ所の主神の見た目から、放生津の「足なし」、二上山の「手なし」、石動山の「口なし」と云われてきた。

## 山車
山車には、曳き山、舁き山などが含まれ、読みの意味から考えると山（置き山）なども含まれる。最も一般的なものは車輪の付いた曳き山で、その他にはかき棒のついた舁き山などがある。呼称は冒頭であげたようなものがあるが、同じものでも地域によって呼称が異なっていたり、異なったものに同じ呼称が用いられていることもあり、非常に複雑である。
山車は風流として練りだされたものが増え、全国各地で様々なものが存在する。依り代としての役割が薄れたものが多いが、稚児や人形が乗っていたり、依り代として用いられるものが装飾に施されているなどの名残がある。

### 構造
台車の形状は地域や地区によって、車輪が台車の内についているものや外についているもの、車輪が木製のものや金属製のもの、車輪の大きさ、台車本体の木材の組み方などの違いがあり、数多くの種類がある。
車輪
車輪の数としては四輪が一般的であり、外車（大八車）様式の輻車（やぐるま〔スポーク式〕）や板車と、内車様式のものがある。外車様式のものには、車輪に漆や彫金などが施されているものがあり、補助の車輪がついているものもある。滋賀県大津市の大津祭での曳山や三重県北部の石取祭に使われる山車が三輪であり、静岡県掛川市から磐田市にかけての遠州中東部で引き回される二輪屋台、浜崎祇園山笠のように六輪あるもの、富山県魚津市のたてもん祭りのように車輪はなくそり状になっているものもある。また、それに伴って運行方法、運行形態も異なるものになっている。小城祇園においては、旧来は車輪がついていない山の下に丸太を次々に敷き挽いて運行するという珍しいものだったが、現在は普通に車輪のついた曳き山となっている。
動力・移動手段
多くの場合、山車は人力で運行される。まれにトラックなどで曳かれたり山車そのものに動力を積む地方があるがこれは特殊な例である。
曳き山（ひきやま）

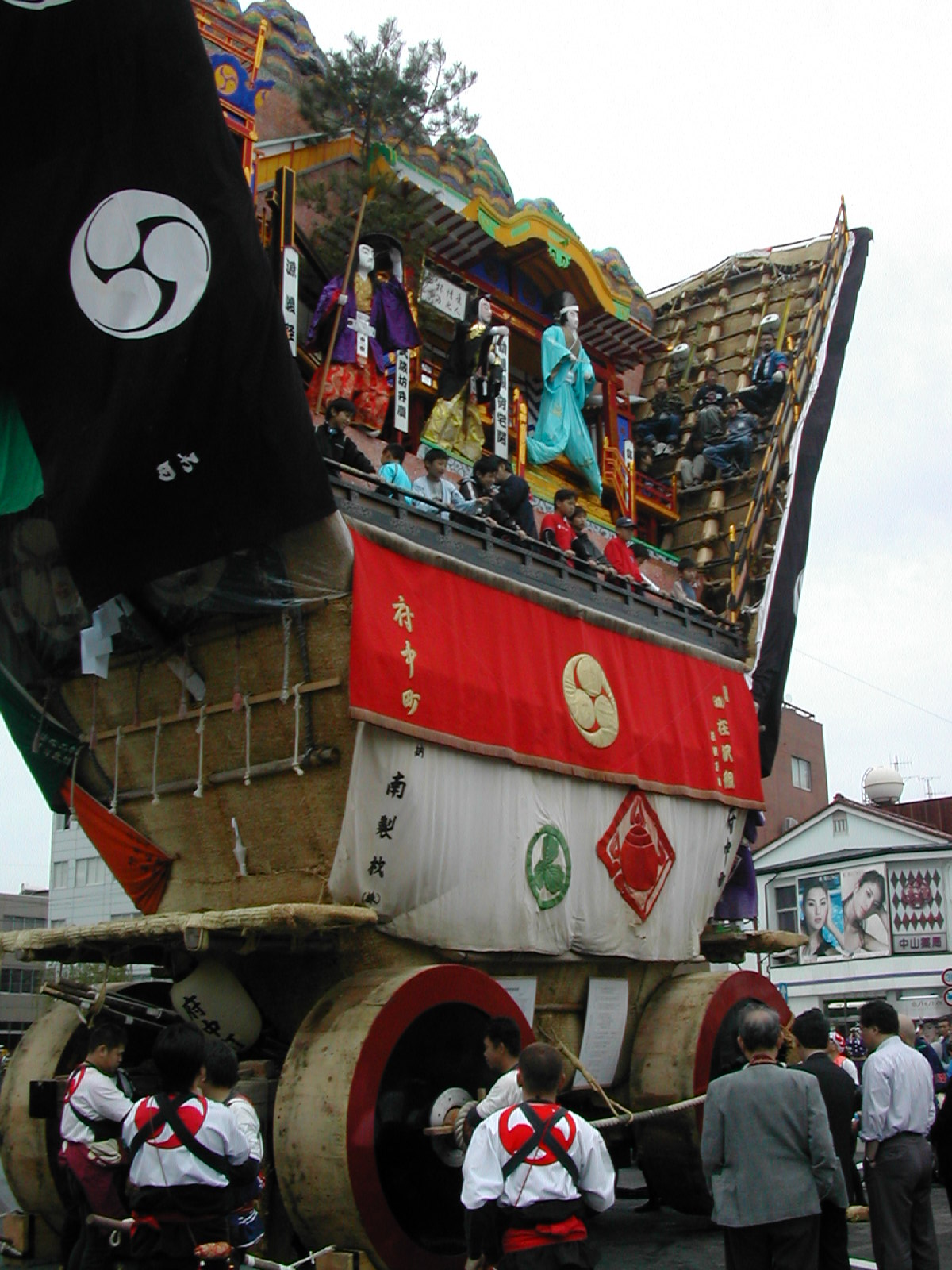
日本最大級の青柏祭のでか山

曳き山の山車の中には非常に凝ったからくりを持つものもあり、また大きさも普通の神輿サイズからその10倍以上の大きさ（重量で数トン程度）のものまで様々である。中でも、石川県七尾市の青柏祭の曳山（でか山）は重量約20トンであり、日本最大とされる。大きな物が生まれた理由として、引くという形式から巨大なものが運行可能であるということ、依り代としてより目立つ背の高いものが用いられた名残、氏子同士の風流としての競い合いの結果などがあげられる。
二輪屋台
曳き山の中でも2つの車輪で引かれる屋台を指す。有名な祭りとしては村上祭り、遠州横須賀三熊野神社大祭、掛川祭りなどがある。
花車
紙花など花飾りを施された曳き物全般を指す。
また、大船渡市の式年大祭では、お花と呼ばれる紙を張り、金〇〇万両 〇〇〇〇殿、金〇〇万両 〇〇汽船殿などで飾り付ける。これらは全て、神社の再建時の資金、公民館の資金に使われる。
舁き山

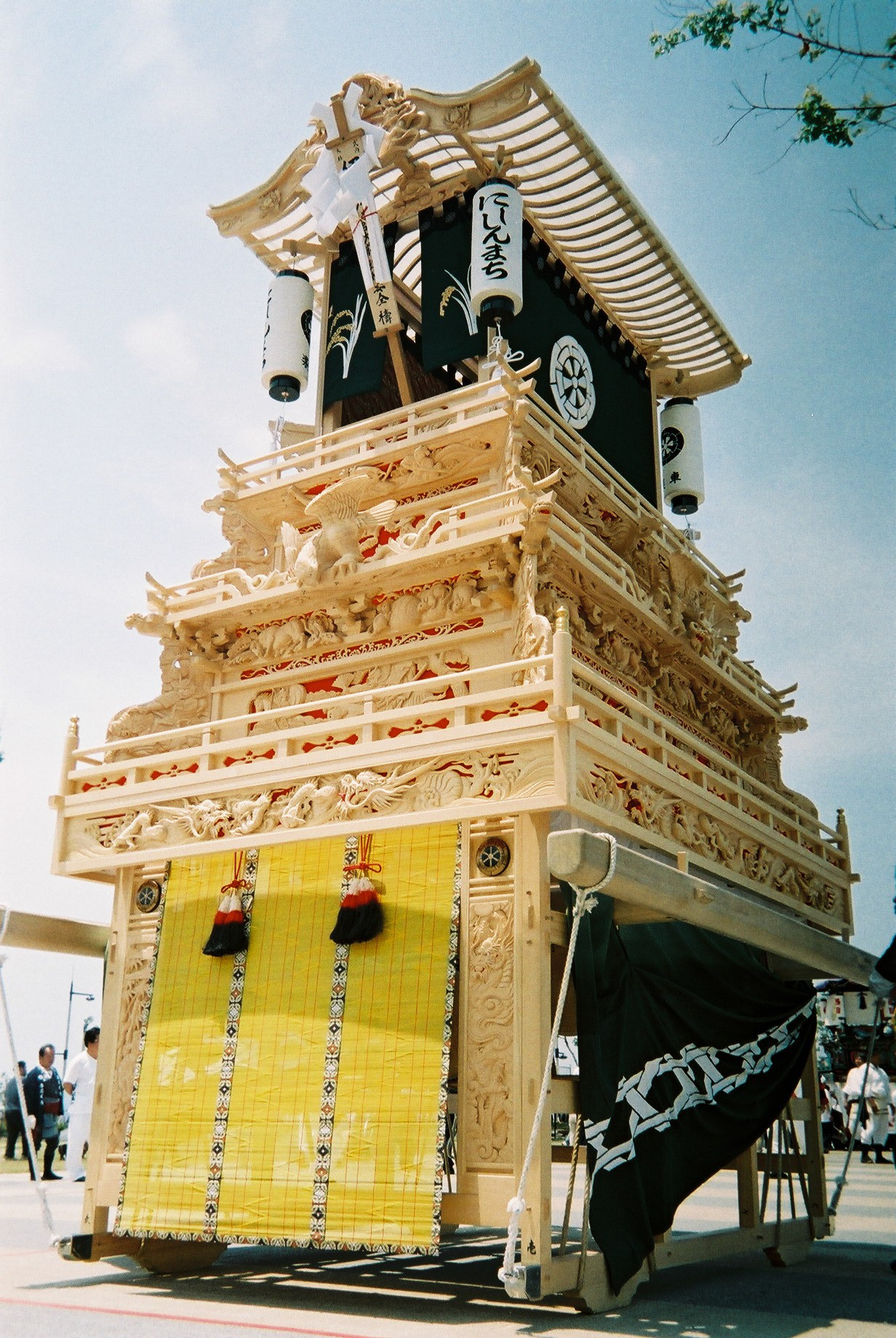
愛媛県 西条祭りの舁き山車。重量およそ800kg。

全国では珍しい形式であり、重量も数100kgから重くて1、2t前後のものが主流である。神輿と混同されがちだが、あくまで氏子のお供としての性格上、分類上は山車である。代表的な物としては博多祇園山笠などが有名である。
電線との干渉
明治時代に入り、電話や電力が使われるようになると、街中に張られる電線が山車と干渉するようになってきた。電線だけであれば浜崎でのように「電線上げ」と言う器具を使って電線の高さを変える、あるいは電線類地中化のような対応策も可能であるが、路面電車などの架線は高さが決まっており、高さを変えることでの解決は困難であった。結果、神田祭のように山車が消滅する、博多祇園山笠のように舁き山と飾り山が分化するなど祭りに変化を及ぼしたところ、渋川山車祭りや弘前ねぷたなどのように山車の高さを可変にするなどの工夫もある一方、秩父夜祭や高岡御車山祭のように一時的に架線を外して山車を通す形で旧来の祭りを守っている地域も存在する。

### 重要有形民俗文化財に指定された山車
現在も日本全国で行われている祭礼（行事）のうち、以下の5件の祭礼にて曳き出されている山車計66基が重要有形民俗文化財に指定されている。
これらを曳き出す祭礼はいずれも重要無形民俗文化財の指定並びに、ユネスコの無形文化遺産に登録されている（同指定を受けている祭礼については後節も参照）。なお、以下には山車と呼称しないものも含む。
- 日立風流物 山車1基 - 1959年（昭和34年）5月6日指定（茨城県）
- 高岡御車山祭 山車7基 - 1960年（昭和35年）6月9日指定（富山県）
- 高山祭 屋台23基 - 1960年（昭和35年）6月9日指定（岐阜県）
- 秩父夜祭 屋台6基 - 1962年（昭和37年）5月23日指定（埼玉県）
- 祇園祭 山鉾29基 - 1962年（昭和37年）5月23日指定（京都府）

## 山車祭り

### 山車が使用される主な祭行事一覧
※太字は日本三大曳山祭（後節も参照）、なお以下には山車と呼称しない祭も含む。

#### 北海道
- 北海道神宮例大祭 - 石狩振興局
- 姥神大神宮渡御祭 - 檜山振興局
- 根崎神社例大祭 - 渡島総合振興局
- 真駒内神社例大祭 - 檜山振興局
- 上ノ國八幡宮渡御祭 - 檜山振興局
- 乙部八幡神社例大祭 - 檜山振興局
- 八雲山車行列 - 渡島総合振興局
- 斜里しれとこねぶた - オホーツク総合振興局
- 沼田町夜高あんどん祭り - 空知総合振興局

#### 東北地方
- 青森ねぶた - 青森県
- 弘前ねぷた - 青森県
- 八戸三社大祭 - 青森県
- 五所川原立佞武多 - 青森県
- 黒石ねぷた - 青森県
- 田名部まつり - 青森県
- 川内八幡宮例大祭 - 青森県
- 佐井の山車行事 - 青森県
- 脇野沢八幡宮例大祭 - 青森県
- 大畑祭 - 青森県
- 風間浦の山車行事 - 青森県
- 鰺ヶ沢白八幡宮大祭 - 青森県
- 奥戸の山車行事 - 青森県
- 大間の山車行事 - 青森県
- 八戸三社大祭 - 青森県
- 三戸まつり - 青森県
- 角館のお祭り - 秋田県
- 土崎神明社祭の曳山行事 - 秋田県
- 花輪ばやし - 秋田県
- 盛岡秋まつり - 岩手県
- 花巻まつり - 岩手県
- 一戸まつり - 岩手県
- 二戸まつり - 岩手県
- 日高火防祭 - 岩手県
- 盛町五年祭 - 岩手県
- くりこま山車まつり - 宮城県
- 新庄まつり - 山形県
- 福島稲荷神社例大祭 - 福島県
- 二本松提灯祭り - 福島県
- 会津田島祇園祭 - 福島県

#### 関東地方
- 常陸國總社宮大祭 - 茨城県
- 潮来祇園祭礼 - 茨城県
- 日立風流物 - 茨城県
- 常陸大津の御船祭 - 茨城県
- 鹿沼秋まつり - 栃木県
- とちぎ秋まつり - 栃木県
- 山あげ祭 - 栃木県
- 沼田まつり‐群馬県
- 渋川山車まつり - 群馬県
- 伊勢町祇園祭 - 群馬県
- 高崎まつり - 群馬県
- 鬼石夏祭り - 群馬県
- 藤岡まつり -群馬県
- 川越まつり - 埼玉県
- 秩父夜祭 - 埼玉県
- 熊谷うちわ祭 - 埼玉県
- 本庄まつり - 埼玉県
- 久喜の提灯祭り・天王様 - 埼玉県
- 佐原の大祭 - 千葉県
- 成田祇園祭 - 千葉県
- 赤坂氷川祭 - 東京都
- くらやみ祭 - 東京都
- 八王子まつり - 東京都
- 青梅大祭 - 東京都
- 皇大神宮例大祭 - 神奈川県
- 天王祭 - 神奈川県
- 松原神社例大祭 - 神奈川県
- 宗我神社例大祭 - 神奈川県

#### 中部地方
- 上越まつり（直江津祇園祭） - 新潟県
- 村上大祭 - 新潟県
- 瀬波大祭 - 新潟県
- 岩船大祭 - 新潟県
- 中条祭り - 新潟県
- 城下町新発田ふるさとまつり（新発田台輪） - 新潟県
- にいつ夏まつり - 新潟県
- 高岡御車山祭 - 富山県
- 城端曳山祭 - 富山県
- たてもん祭り - 富山県
- 福野夜高祭 - 富山県
- 津沢夜高あんどん祭 - 富山県
- 砺波夜高祭り - 富山県
- 庄川観光祭（庄川夜高行燈） - 富山県
- 越中八尾曳山祭 - 富山県
- 出町子供歌舞伎曳山祭 - 富山県
- 放生津（新湊）曳山祭 - 富山県
- 高砂山願念坊祭り - 富山県
- 海老江曳山祭 - 富山県
- 大門曳山まつり - 富山県
- 伏木曳山祭 - 富山県
- 石動曳山祭 - 富山県
- 岩瀬曳山車祭 - 富山県
- 氷見祇園祭 - 富山県
- 四方子供曳山祭り - 富山県
- 宇佐八幡宮春季祭礼 - 富山県
- よいやさ祭り - 富山県
- 青柏祭 - 石川県
- お旅まつり - 石川県
- あばれ祭り - 石川県
- 飯田町燈籠山祭り - 石川県
- おかえり祭り - 石川県
- ほうらい祭り - 石川県
- 黒島天領祭 - 石川県
- 鵜島の曳山祭り - 石川県
- 珠洲デカ曳山まつり - 石川県
- 前波曳山祭り - 石川県
- 住吉大祭 - 石川県
- 三国祭 - 福井県
- 敦賀まつり - 福井県
- 小浜放生祭 - 福井県
- 高浜七年祭 - 福井県
- ながの祇園祭 - 長野県
- 穂高神社御船祭 - 長野県
- 阿禮神社例大祭 - 長野県
- 若一王子神社例大祭 - 長野県
- 高山祭 - 岐阜県
- 古川祭 - 岐阜県
- 大垣祭 - 岐阜県
- 竹鼻祭り - 岐阜県
- 美濃まつり - 岐阜県
- 揖斐祭 - 岐阜県
- 垂井曳山祭 - 岐阜県
- 岐阜まつり（伊奈波神社例祭） - 岐阜県
- 関まつり - 岐阜県
- 綾野まつり - 岐阜県
- 高田祭り - 岐阜県
- 室原祭 - 岐阜県
- 御嵩薬師祭礼 - 岐阜県
- 久田見まつり - 岐阜県
- 八百津まつり - 岐阜県
- 富士宮秋まつり - 静岡県
- 藤枝大祭 - 静岡県
- 金谷茶まつり - 静岡県
- 事任八幡宮例大祭 - 静岡県
- 掛川祭 - 静岡県
- 遠州横須賀三熊野神社大祭 - 静岡県
- 八坂神社祇園祭 - 静岡県
- 山梨祇園祭り - 静岡県
- 飯田山名神社天王祭 - 静岡県
- 袋井祭 - 静岡県
- 森の祭り - 静岡県
- 府八幡宮例大祭 - 静岡県
- 掛塚貴船神社祭礼 - 静岡県
- 浜松まつり - 静岡県
- 尾張津島天王祭（川祭り） - 愛知県
- 亀崎潮干祭 - 愛知県
- 足助八幡宮例大祭 - 愛知県
- 西枇杷島まつり - 愛知県
- 小牧秋葉祭 - 愛知県
- 犬山祭 - 愛知県
- 石刀祭り - 愛知県
- 名古屋まつり - 愛知県
- 鳴海祭 - 愛知県
- 筒井町出来町天王祭 - 愛知県
- 大森天王祭 - 愛知県
- 常滑地区祭礼 - 愛知県
- 大野地区祭礼 - 愛知県
- 西ノ口地区祭礼-愛知県
- 小倉地区祭礼 - 愛知県
- 矢田地区祭礼 - 愛知県
- 多屋地区祭礼 - 愛知県
- 古場地区祭礼 - 愛知県
- 樽水地区祭礼（2020年〜）- 愛知県
- 大谷地区祭礼 - 愛知県
- 坂井地区祭礼 - 愛知県
- はんだ山車まつり - 愛知県
- 乙川祭禮 - 愛知県
- 岩滑地区祭礼 - 愛知県
- 岩滑新田地区祭礼 - 愛知県
- 成岩地区祭礼 - 愛知県
- 協和地区祭礼 - 愛知県
- 上半田地区祭礼 - 愛知県
- 下半田地区祭礼 - 愛知県
- 板山地区祭礼 - 愛知県
- 西成岩地区祭礼 - 愛知県
- 亀崎コミュニティ山車祭り - 愛知県
- 瑞宝区夏祭り - 愛知県
- 北区夏祭り - 愛知県
- 乙川祇園夏祭り - 愛知県
- 知立まつり - 愛知県
- 能見神明宮大祭 - 愛知県
- 矢作神社秋の大祭 - 愛知県
- 須賀神社大祭 - 愛知県
- 三谷祭 - 愛知県
- 挙母祭り - 愛知県
- 須成祭 - 愛知県
- 尾張横須賀まつり - 愛知県
- 大田まつり - 愛知県
- 尾張津島秋まつり - 愛知県
- 田原まつり - 愛知県
- 本地祭り - 愛知県

#### 近畿地方
- 津まつり - 三重県
- 石取祭 - 三重県
- 四日市祭 - 三重県
- 上野天神祭 - 三重県
- 鳥出神社の鯨船行事 - 三重県
- 関宿祇園夏まつり - 三重県
- 長浜曳山祭 - 滋賀県
- 大津祭 - 滋賀県
- 水口曳山祭 - 滋賀県
- 日野祭 - 滋賀県
- 大溝祭 - 滋賀県
- 米原曳山祭 - 滋賀県
- 茶わん祭 - 滋賀県
- 五箇まつり - 滋賀県
- 堅井の曳山祭 - 滋賀県
- 浅小井の祇園祭 - 滋賀県
- 祇園祭 - 京都府
- 亀岡祭 - 京都府
- 加悦谷祭 - 京都府
- 三河内曳山祭 - 京都府
- 額田のダシ行事 - 京都府
- 杭全神社平野郷夏祭り - 大阪府
- 岸和田だんじり祭 - 大阪府
- 田辺祭 - 和歌山県
- 灘のけんか祭り - 兵庫県

#### 中国・四国地方
- 津山まつり - 岡山県
- 勝山まつり - 岡山県
- 久世祭り - 岡山県
- 鴻八幡宮例大祭 - 岡山県
- 牛窓秋祭り - 岡山県
- 豊浜ちょうさ祭り - 香川県
- 新居浜太鼓祭り - 愛媛県
- 西条祭り - 愛媛県

#### 九州地方
- 博多祇園山笠 - 福岡県
- 大蛇山まつり - 福岡県
- 博多おくんち - 福岡県
- 長崎くんち - 長崎県
- 唐津くんち - 佐賀県
- 八代妙見祭 - 熊本県
- 日田祇園祭 - 大分県
- 中津祇園 - 大分県
- 臼杵祇園まつり - 大分県
- 府内戦紙 - 大分県

### 重要無形民俗文化財指定及び無形文化遺産登録された山車祭り
現在も日本全国で行われている祭礼のうち、国の重要無形民俗文化財に指定されている山車祭り（ここでは山車をメインに据えた祭を指す、なお山車と呼称しないものも含む）は以下の40件ある。また、祇園祭と日立風流物の2件は、ユネスコの無形文化遺産に2009年（平成21年）に登録されているが、文化庁は上記2件を含む重要無形民俗文化財に指定されている32件の山車祭りを一括して「山・鉾・屋台行事」として2015年（平成27年）の登録を目指し提案することを2014年（平成26年）3月13日に発表し、同年3月27日に正式に登録申請を決定、登録の可否は最短で2015年（平成27年）秋頃の予定だったが、6月4日に登録申請を行ったところ、各国より61件もの登録申請が寄せられたため、登録審査は2016年の秋頃になるとユネスコより連絡を受けた。その後「大垣祭の軕行事（大垣祭）」が、2015年（平成27年）3月2日に重要無形民俗文化財指定され、ユネスコの無形文化遺産にも追加登録され33件となった。
2016年（平成28年）10月31日には、ユネスコ補助機関より18府県33件一括での登録勧告が出され、同年12月1日に登録された。
ユネスコの無形文化遺産登録の再提案（2015年3月）以降に、国の重要無形民俗文化財に指定された4件（大津祭の曳山行事（2016年3月2日指定）・常陸大津の御船祭（2017年3月3日指定）・村上まつりのしゃぎり行事（2018年3月8日指定）・放生津八幡宮祭の曳山・築山行事（2021年3月11日指定）の行事があるが、2024年（令和6年）1月26日に国の文化審議会は、上記4件を無形文化遺産「山・鉾・屋台行事」への追加申請を決定した。なお早ければ2025年11月ごろに結論がでる。
※印は、ユネスコ無形文化遺産「山・鉾・屋台行事」に登録された祭礼（33件）
東北地方
- 八戸三社大祭の山車行事 - 青森県 ※
- 青森のねぶた - 青森県
- 弘前のねぷた - 青森県
- 角館祭りのやま行事 - 秋田県 ※
- 土崎神明社祭の曳山行事 - 秋田県 ※
- 花輪祭の屋台行事 - 秋田県 ※
- 新庄まつりの山車（やたい）行事 - 山形県 ※
- 田島祇園祭のおとうや行事 - 福島県

関東地方
- 日立風流物 - 茨城県 ※
- 常陸大津の御船祭 - 茨城県
- 烏山の山あげ行事 - 栃木県 ※
- 鹿沼今宮神社祭の屋台行事 - 栃木県 ※
- 秩父祭の屋台行事と神楽 - 埼玉県 ※
- 川越氷川祭の山車行事 - 埼玉県 ※
- 佐原の山車行事 - 千葉県 ※

中部地方
- 村上祭の屋台行事 - 新潟県
- 高岡御車山祭の御車山行事 - 富山県 ※
- 魚津のタテモン行事 - 富山県 ※
- 城端神明宮祭の曳山行事 - 富山県 ※
- 放生津八幡宮祭の曳山・築山行事 - 富山県
- 青柏祭の曳山行事 - 石川県 ※
- 高山祭の屋台行事 - 岐阜県 ※
- 古川祭の起し太鼓・屋台行事 - 岐阜県 ※
- 大垣祭の軕行事 - 岐阜県 ※
- 尾張津島天王祭の車楽舟行事 - 愛知県 ※
- 知立の山車文楽とからくり - 愛知県 ※
- 犬山祭の車山行事 - 愛知県 ※
- 亀崎潮干祭の山車行事 - 愛知県 ※
- 須成祭の車楽船行事と神葭（みよし）流し - 愛知県 ※

近畿地方
- 鳥出神社の鯨船行事 - 三重県 ※
- 上野天神祭のダンジリ行事 - 三重県 ※
- 桑名石取祭の祭車行事 - 三重県 ※
- 長浜曳山祭の曳山行事 - 滋賀県 ※
- 大津祭の曳山行事 - 滋賀県
- 京都祇園祭の山鉾行事 - 京都府 ※

九州地方
- 博多祇園山笠行事 - 福岡県 ※
- 戸畑祇園大山笠行事） - 福岡県 ※
- 唐津くんちの曳山行事 - 佐賀県 ※
- 八代妙見祭の神幸行事 - 熊本県 ※
- 日田祇園の曳山行事 - 大分県 ※

### 三大曳山祭 （三大美祭）
- 秩父夜祭（埼玉県秩父市）
- 祇園祭（京都府京都市）
- 高山祭（岐阜県高山市）

## ギャラリー

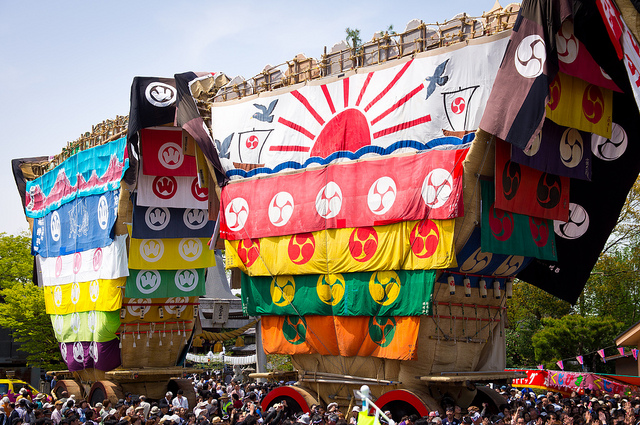
七尾市青柏祭の曳山（でか山）
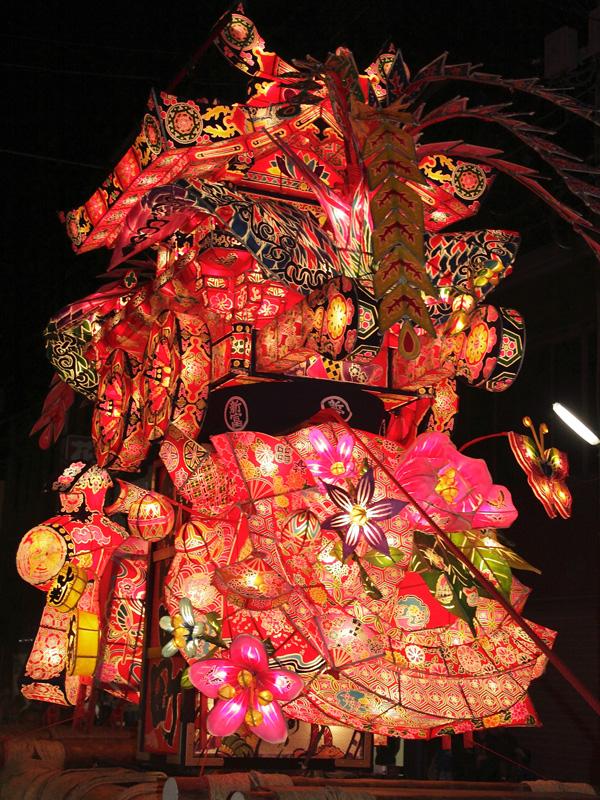
砺波夜高祭りの山車は傘鉾の上部に位置する行燈、行燈山車のぶつけ合い
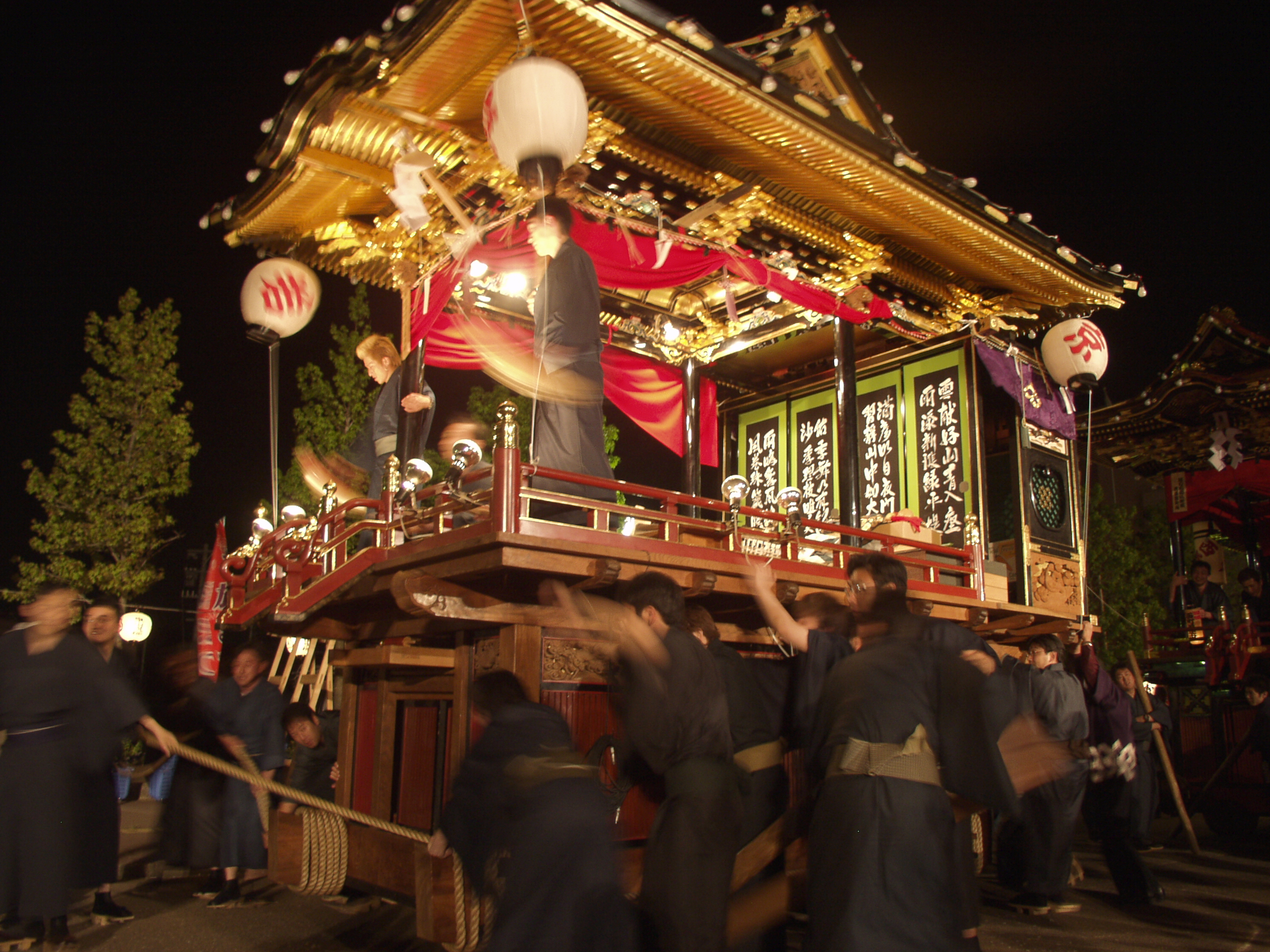
小松市お旅まつりの曳山、子供歌舞伎上演の舞台ともなる
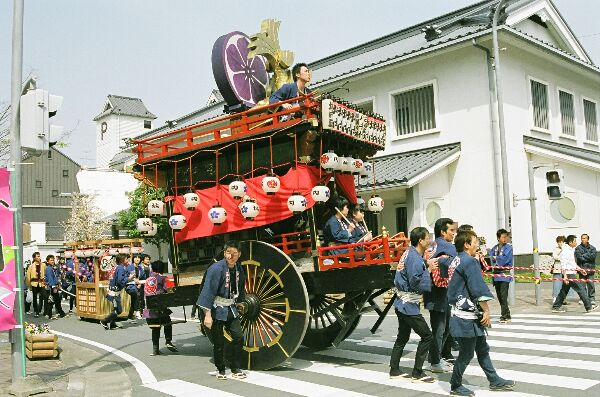
二輪屋台の例：掛川型、前後左右に激しく動かすことが可能
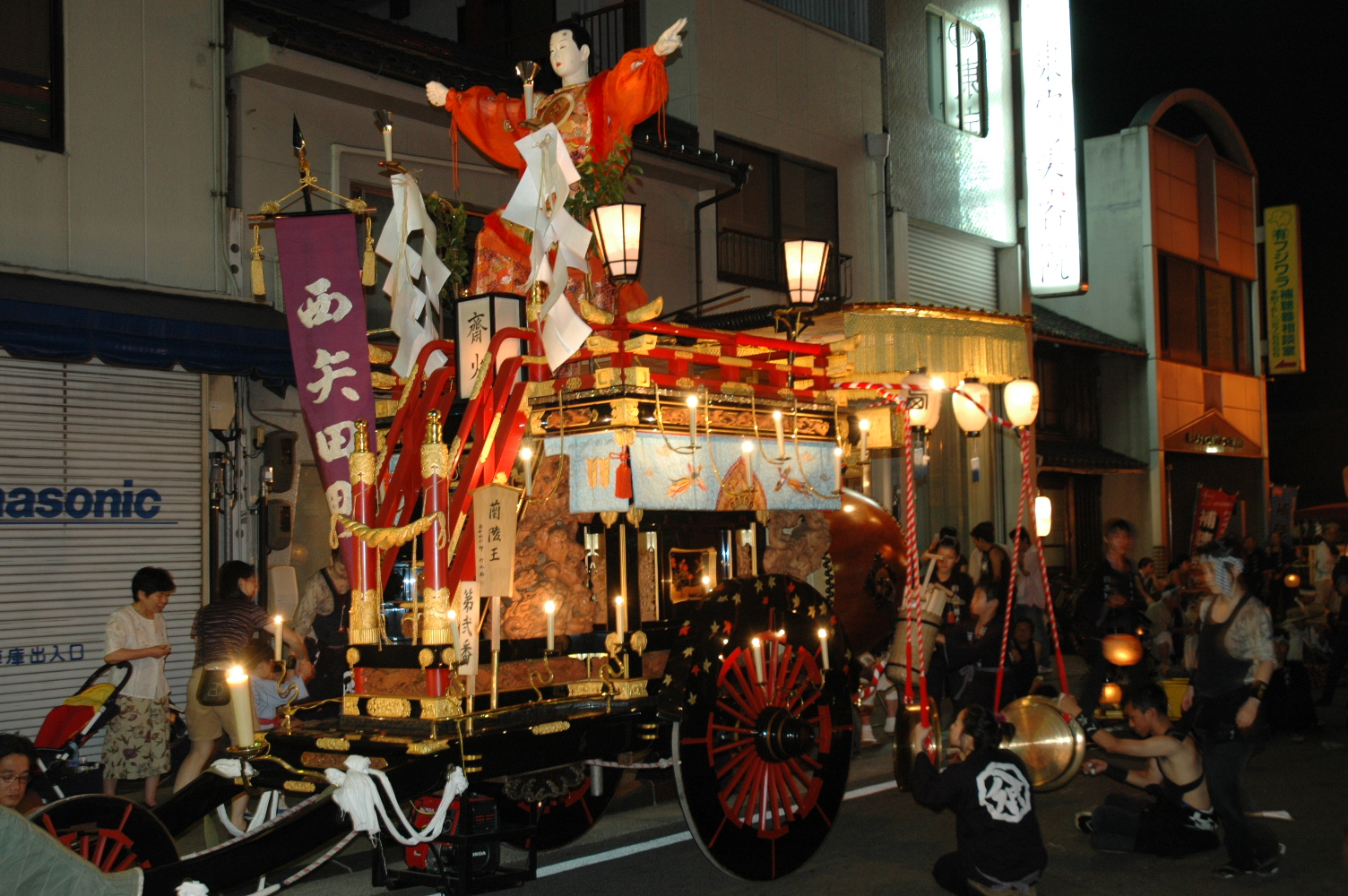
石取祭の祭車（桑名祭車）は三輪
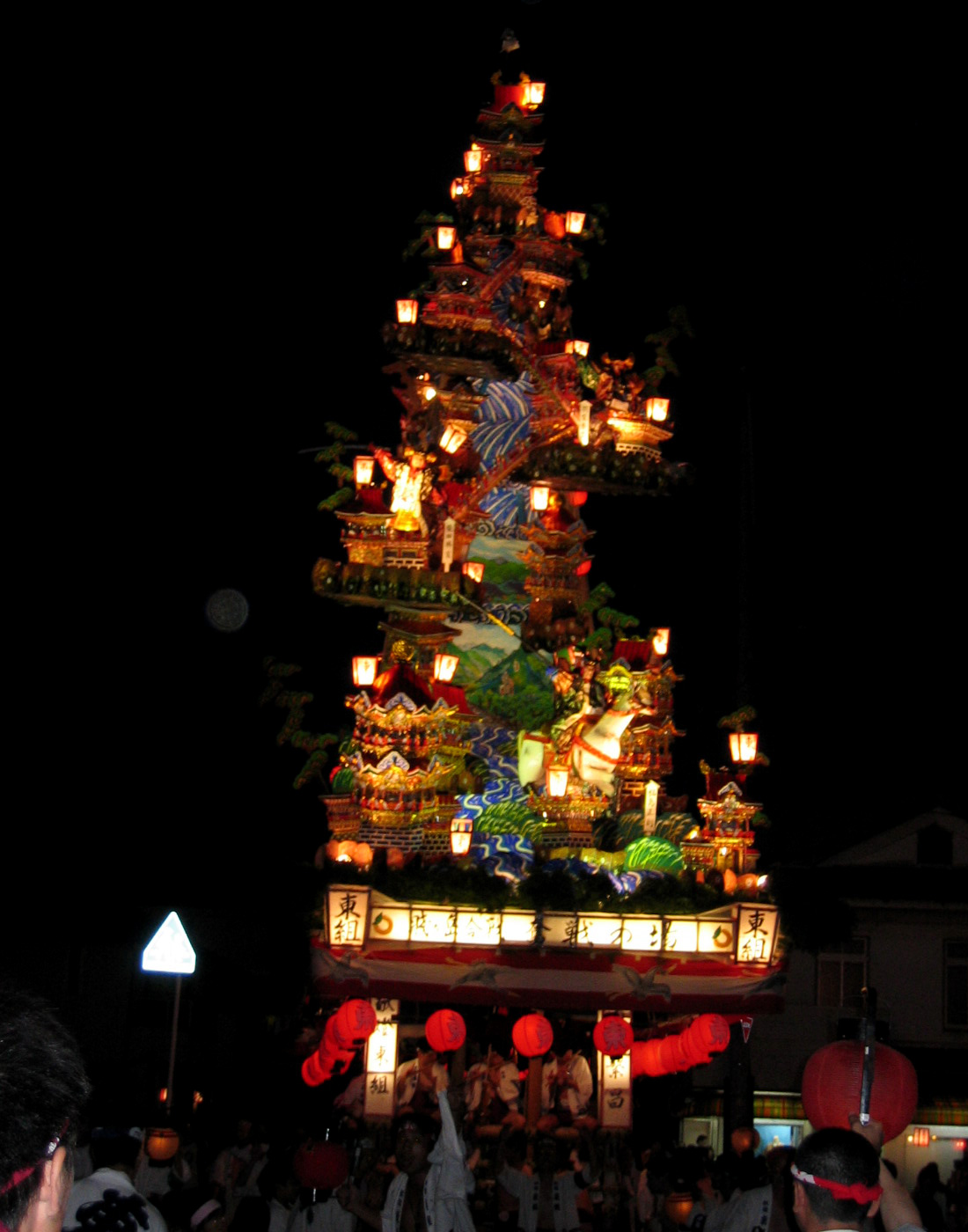
浜崎祇園山笠の台車は六輪
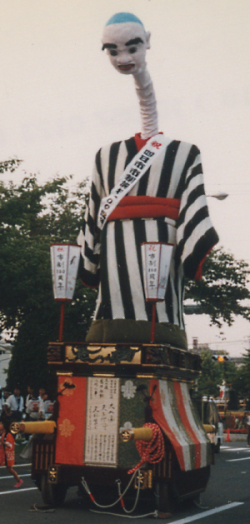
四日市祭の「大入道山車」は、巨大なからくり人形山車、他にも同形式の「岩戸山山車」
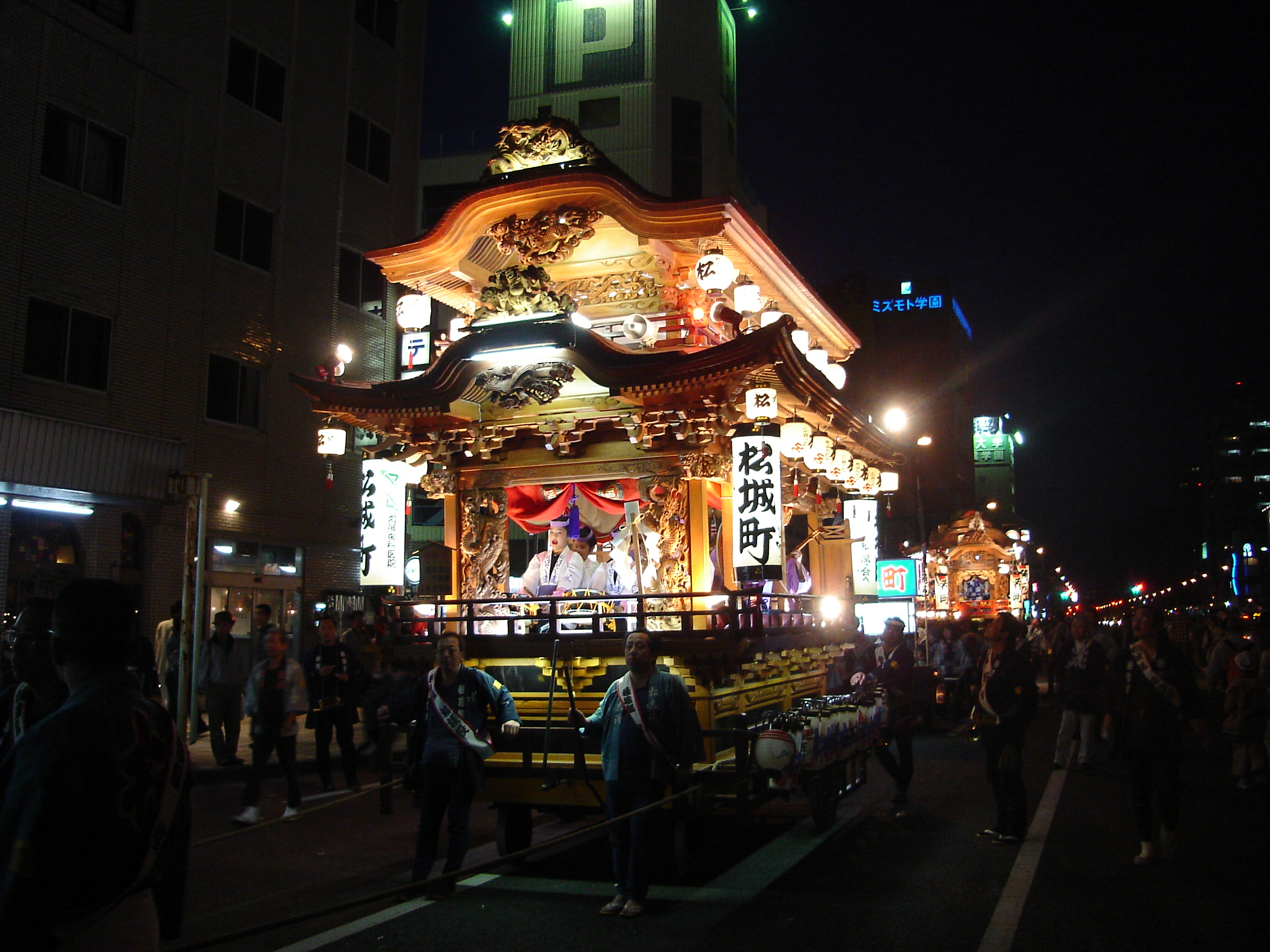
浜松市の御殿屋台（浜松まつり）
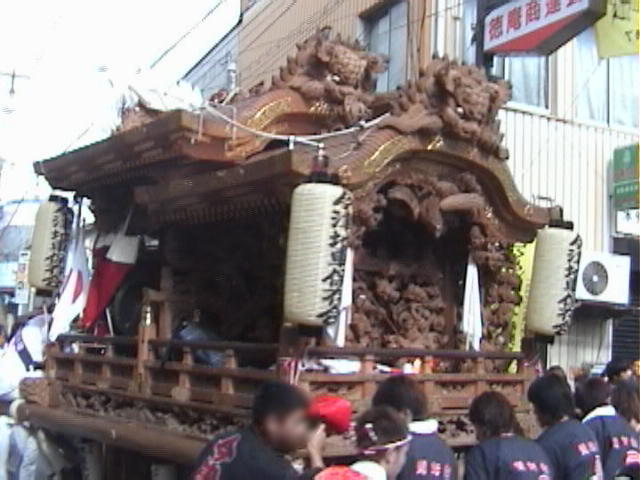
2003年10月、大阪市今津比枝神社秋祭りでの徳庵駅前だんじり競演
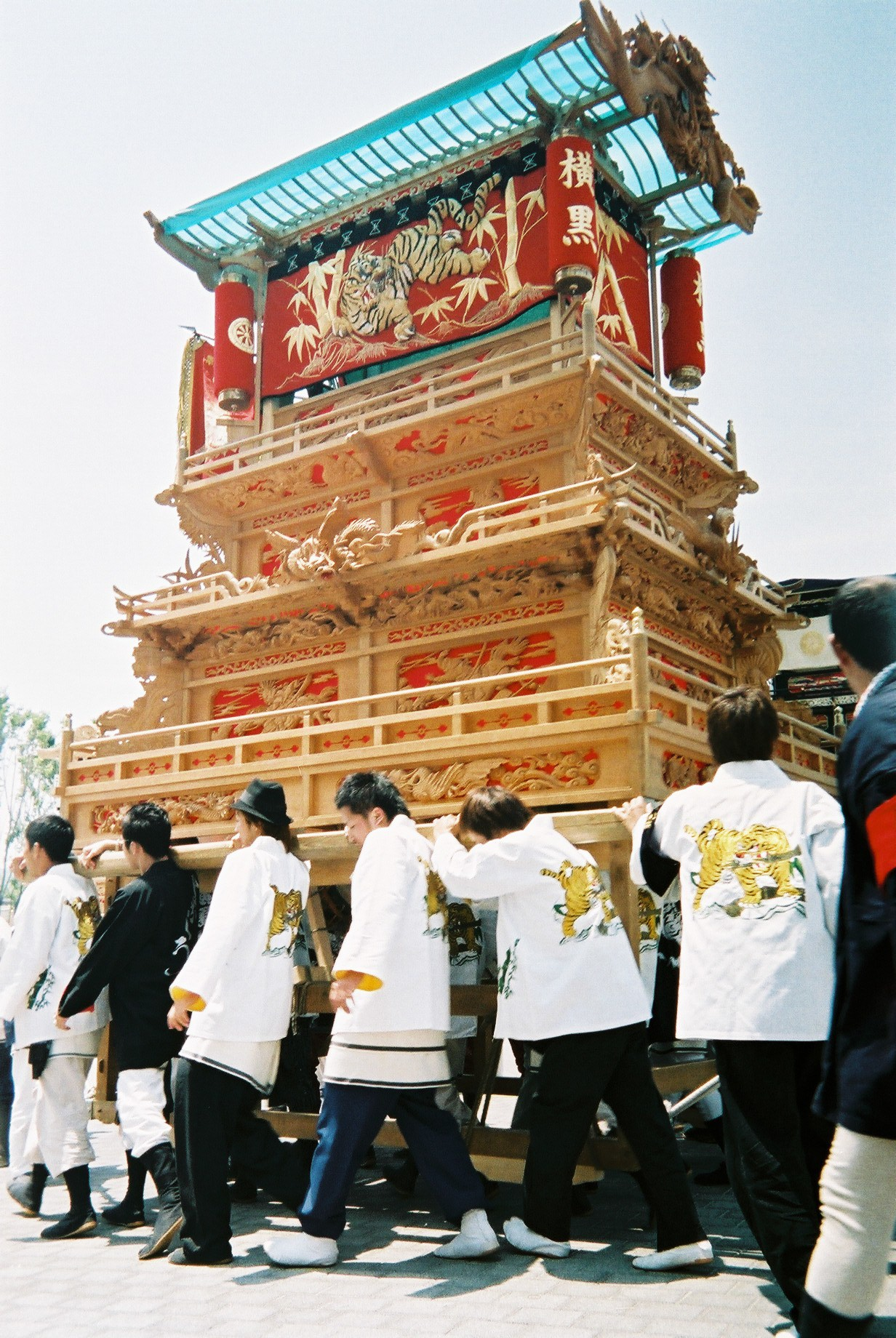
愛媛県西条市の楽車（舁き山車）（2005年5月、香川県高松市のイベント参加会場）
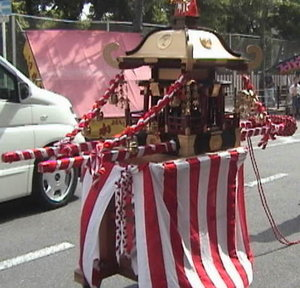
子供みこしで使われる山車（神輿の台輪より下側の部分）（2004年7月、大阪市今津比枝神社夏祭りの巡行）
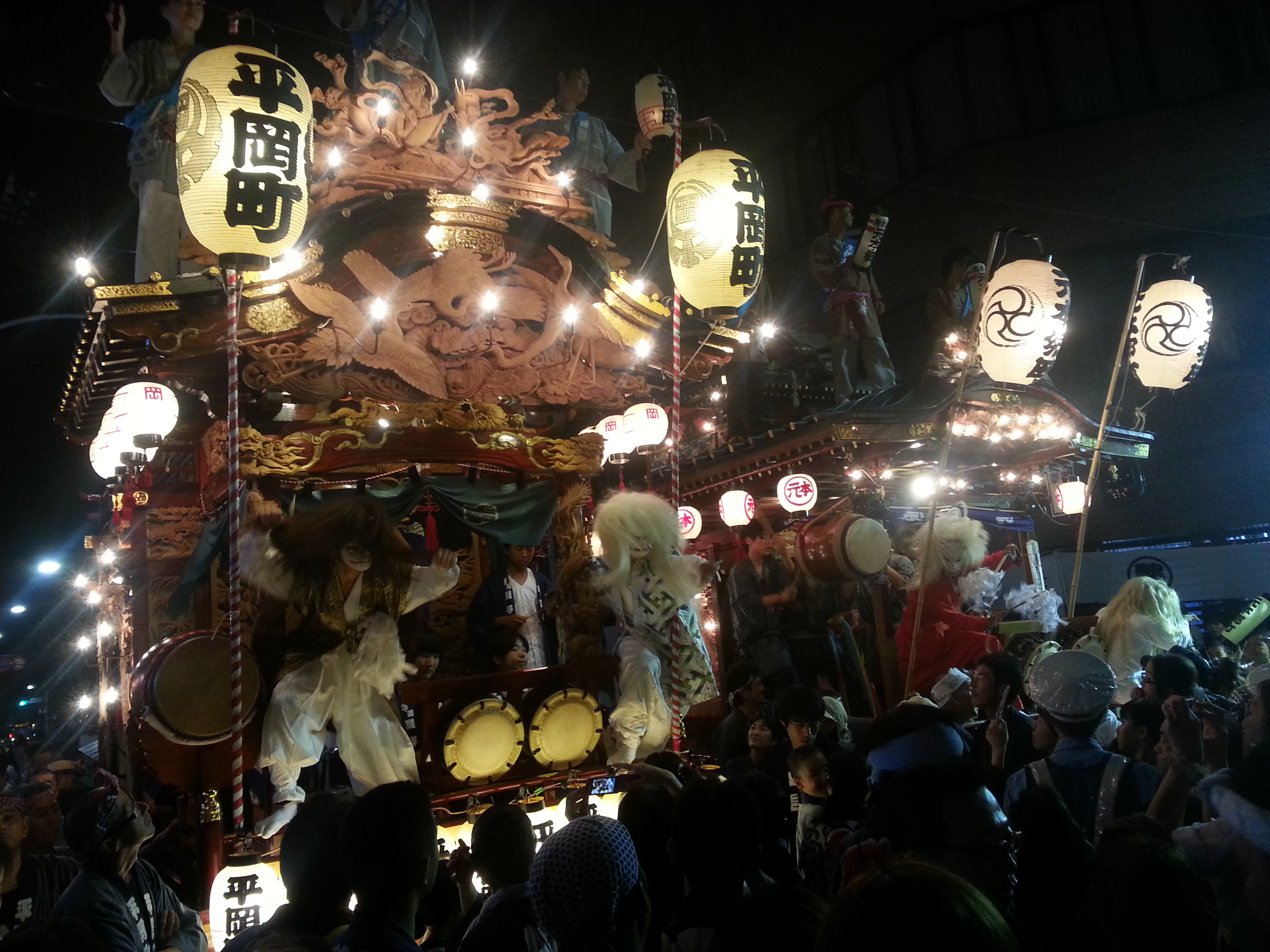
八王子まつりの山車
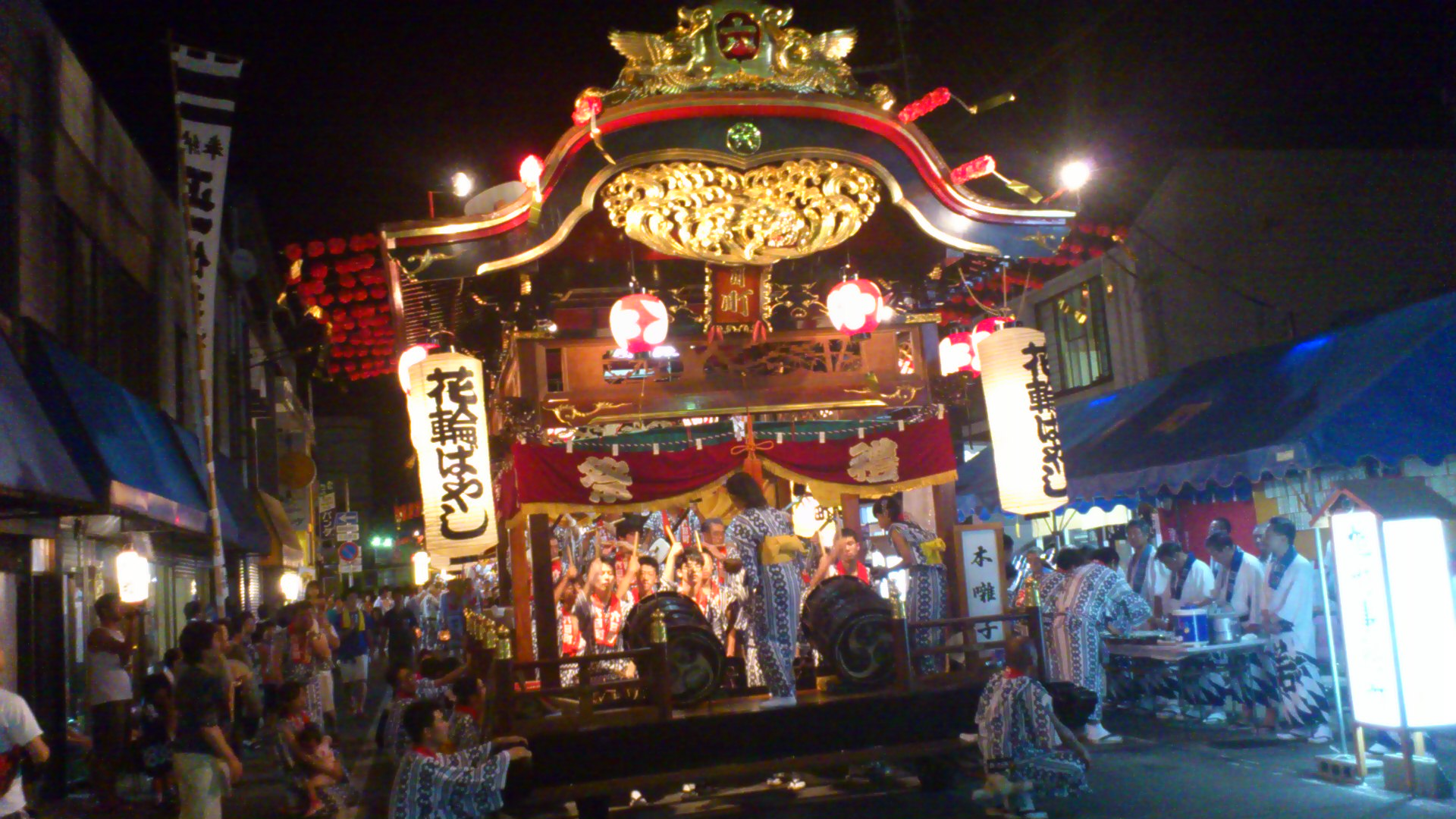
花輪ばやしの屋台
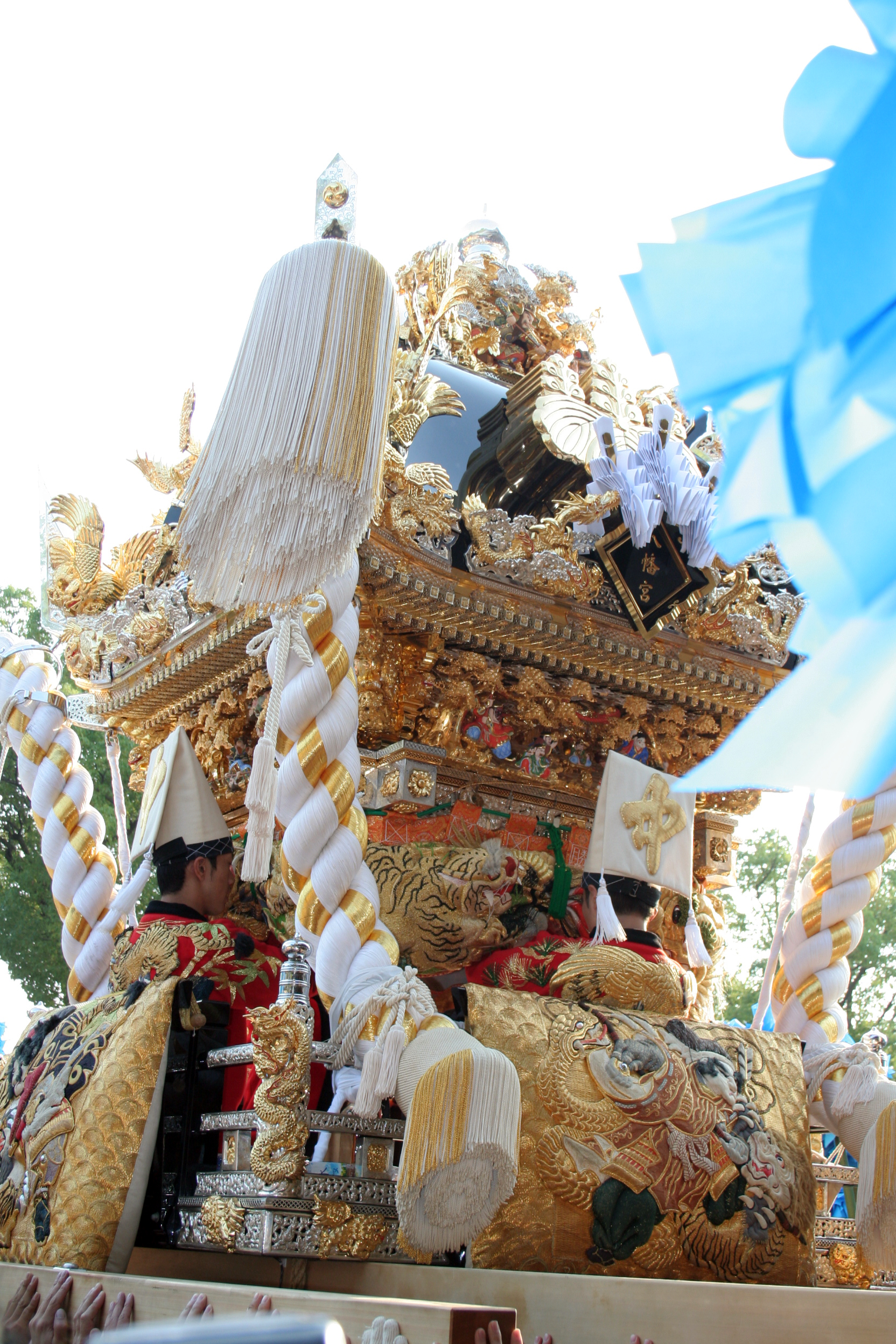
播州の秋祭り・灘の喧嘩祭の屋台
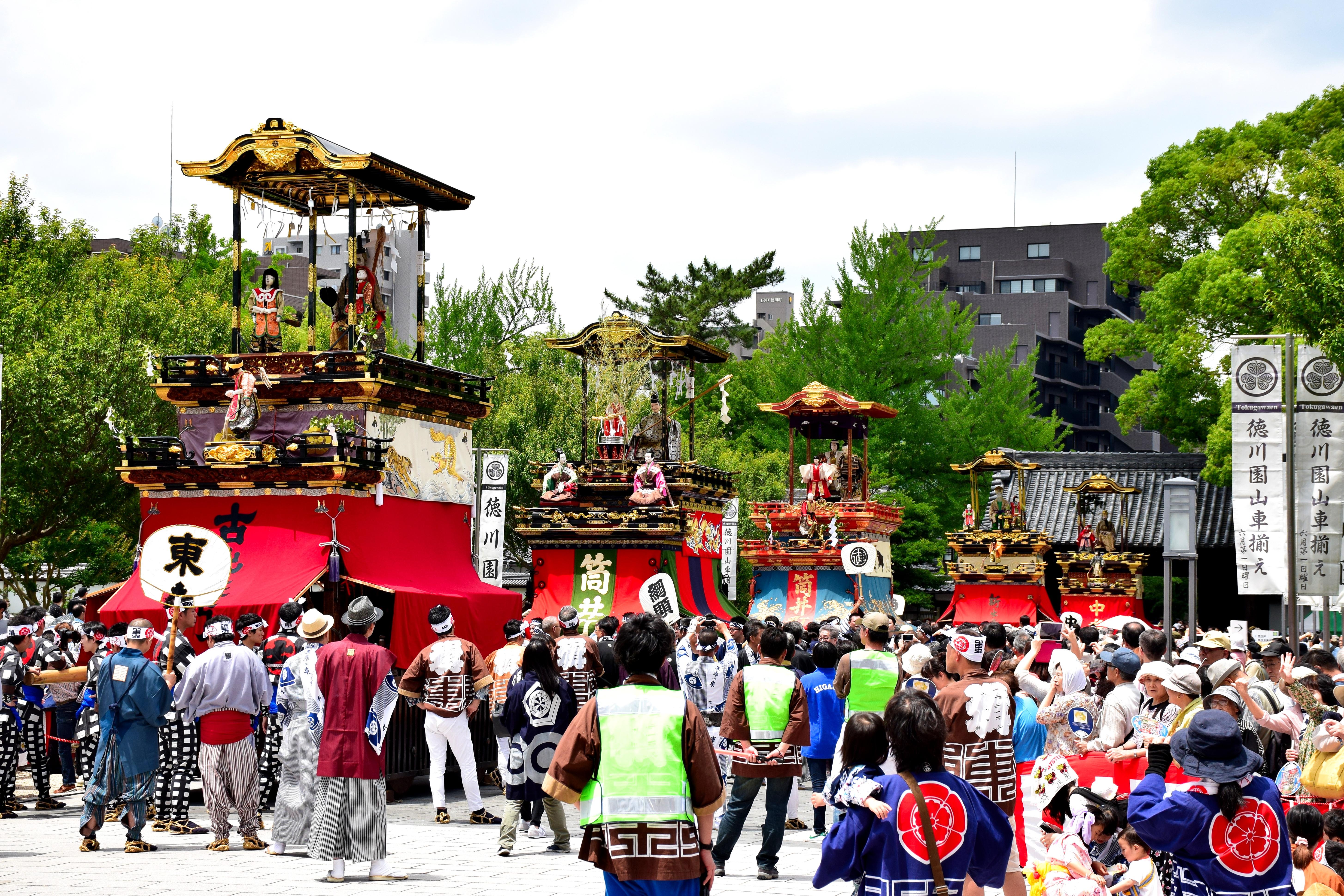
徳川園山車揃え（2015年6月）（名古屋市・筒井町出来町天王祭）
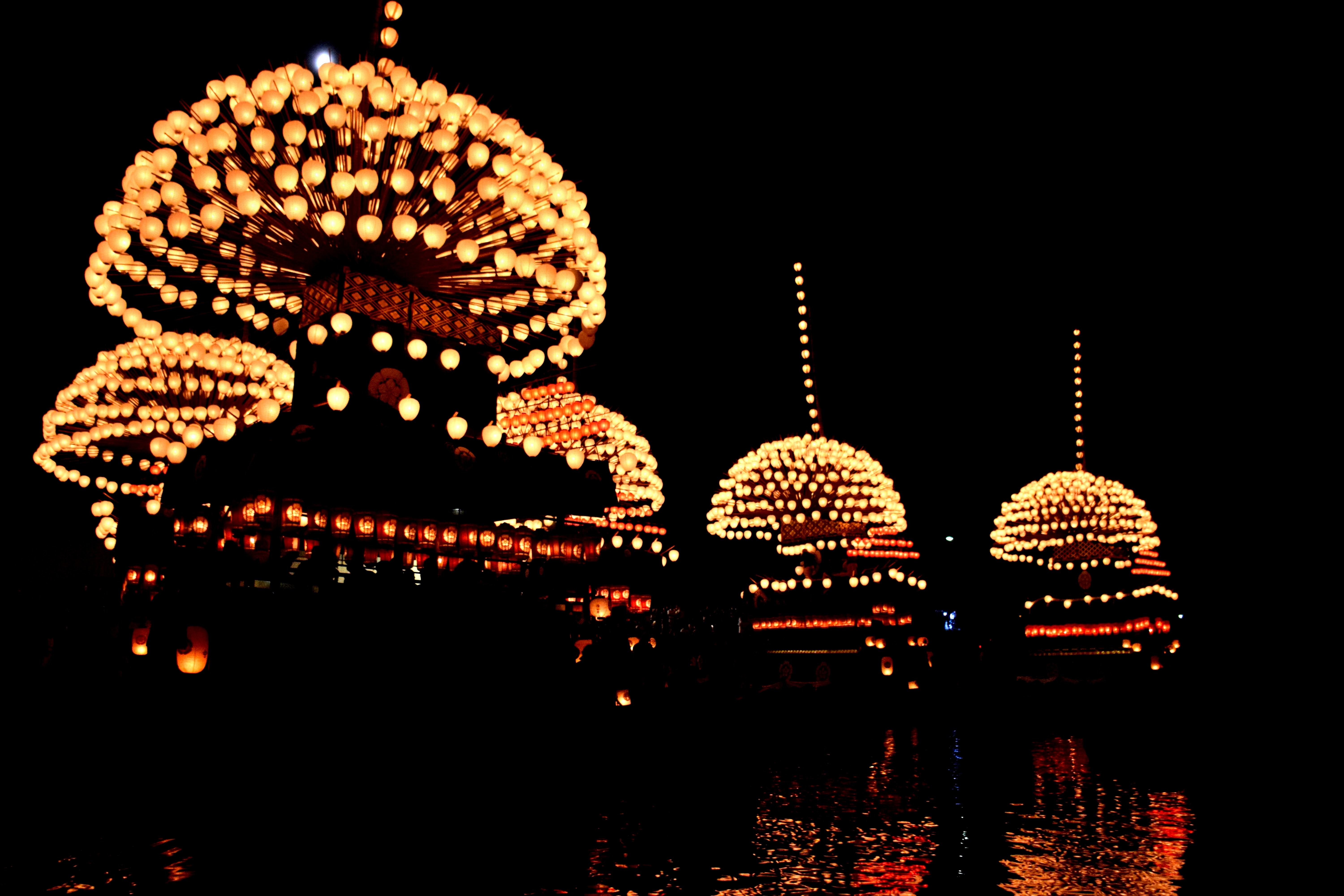
織田信長や豊臣秀吉にも愛された尾張津島天王祭
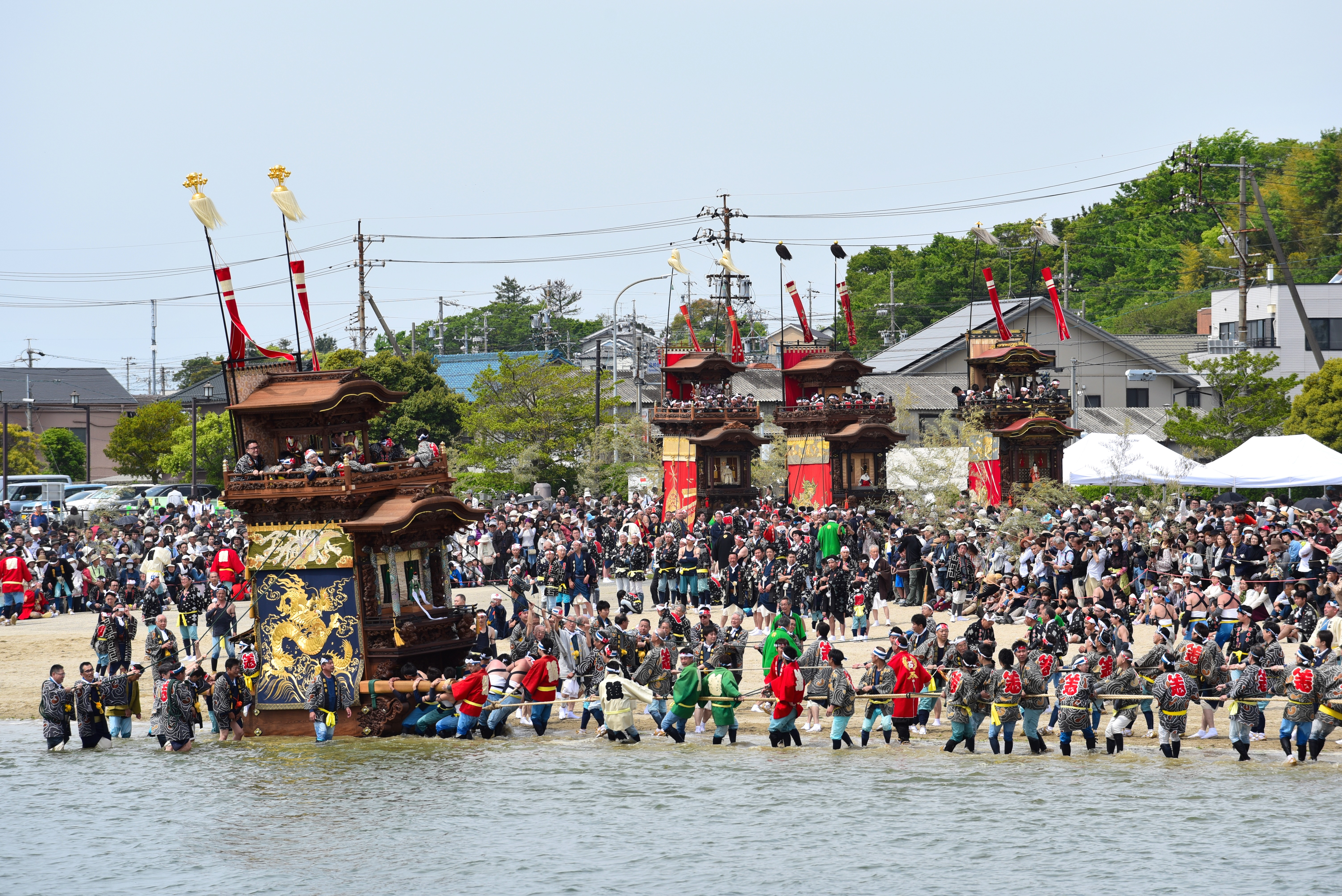
亀崎潮干祭（海浜曳き下ろし）
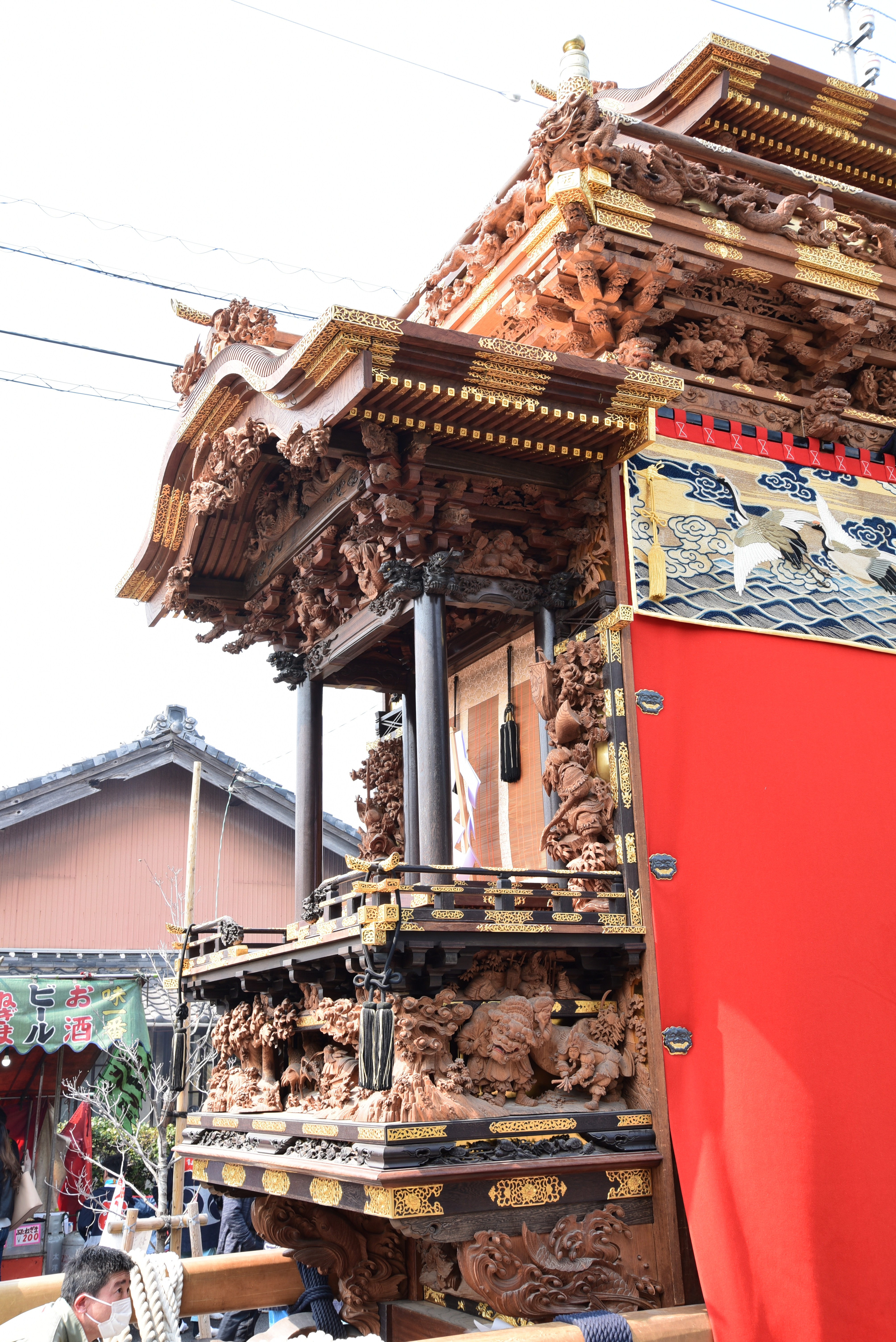
初代彫常による山車彫刻（乙川祭禮）
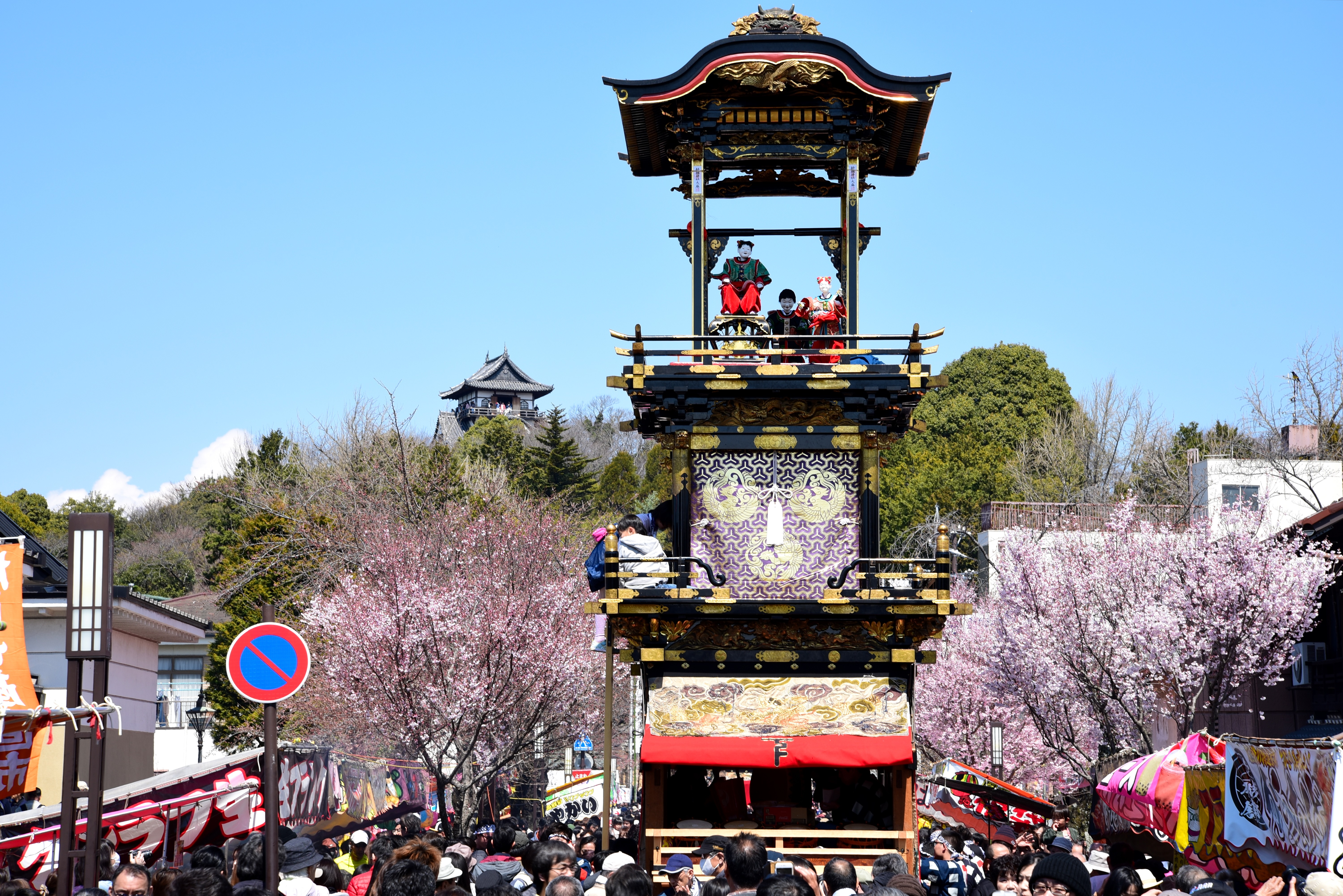
犬山祭は車山が13輛集まり、神社にからくりを奉納する
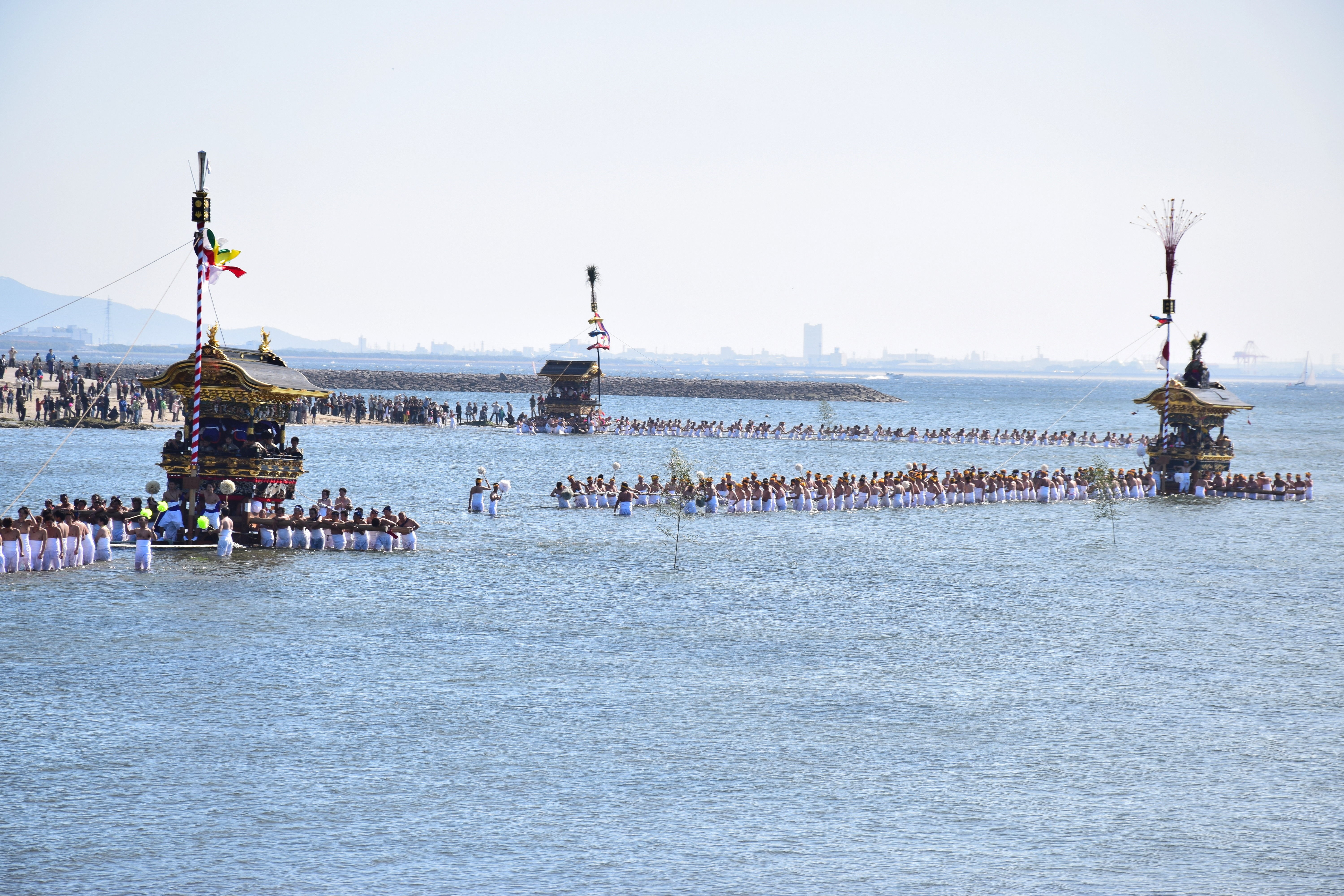
三谷祭の「海中渡御」
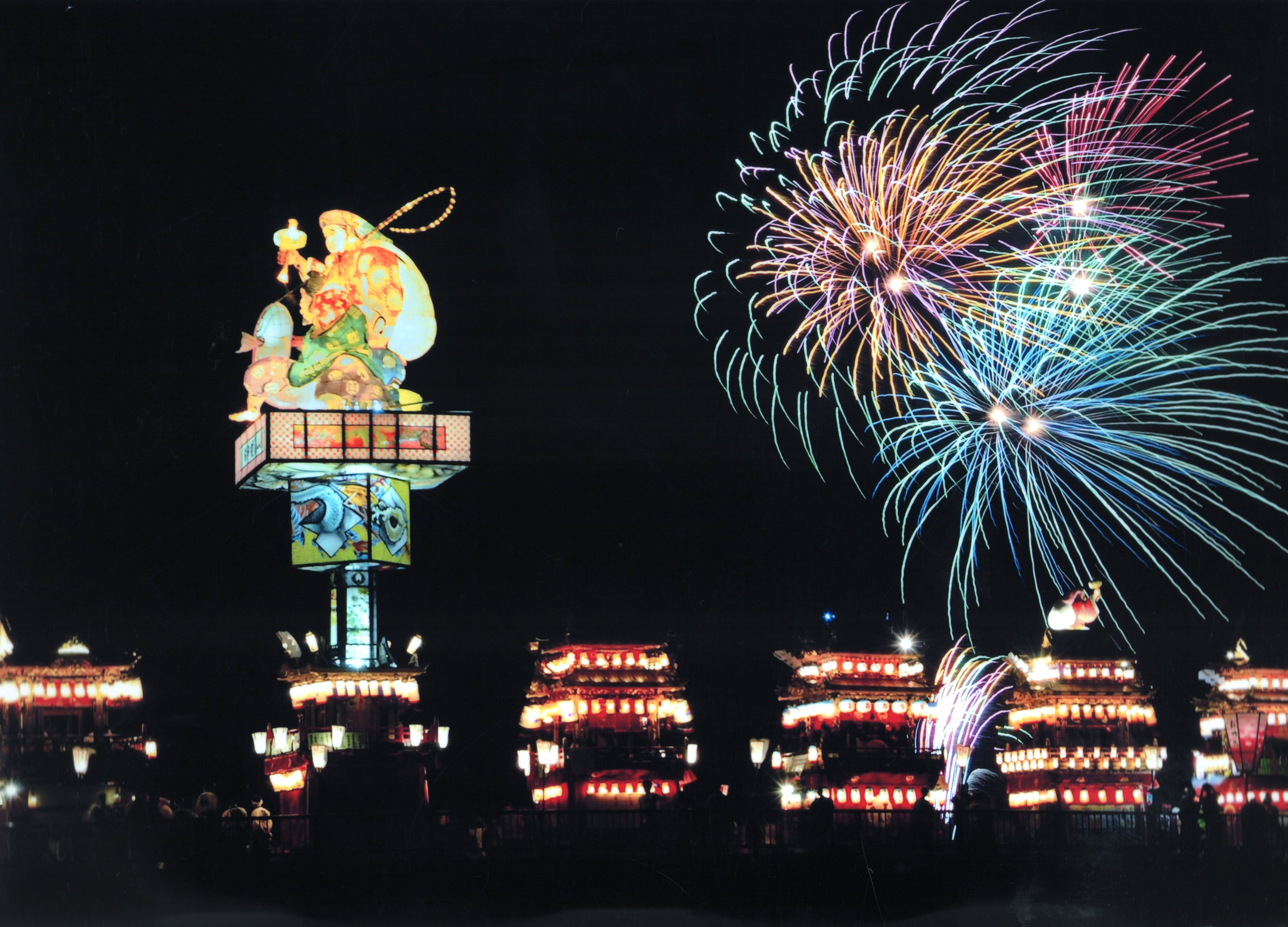
飯田町燈籠山祭り、燈籠山人形が飾られている高さ約16m・重さ約5トンの山車（燈籠山）が見所
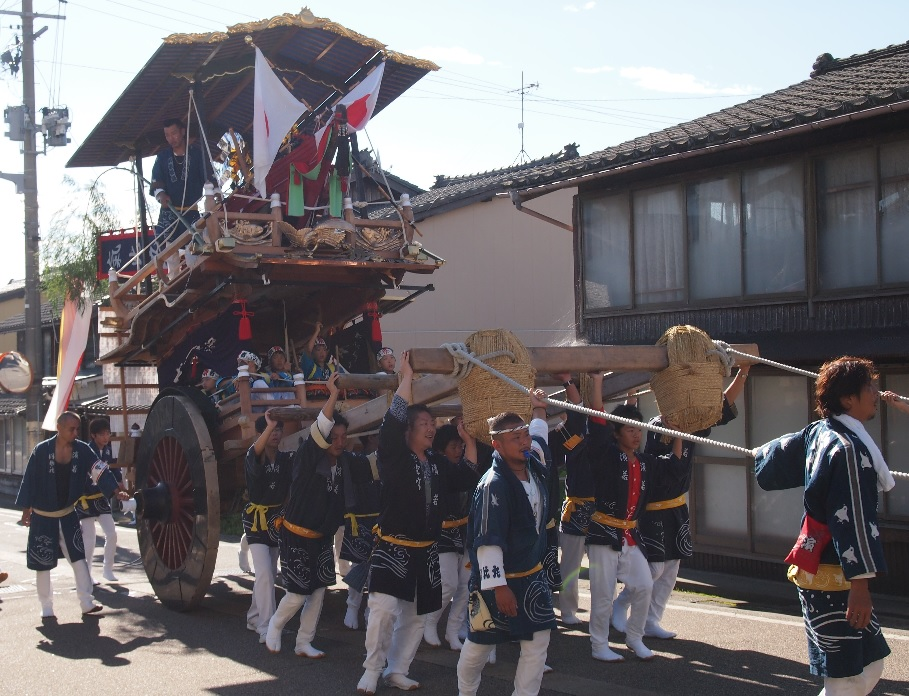
越後村上市の瀬波大祭、浜町の山車
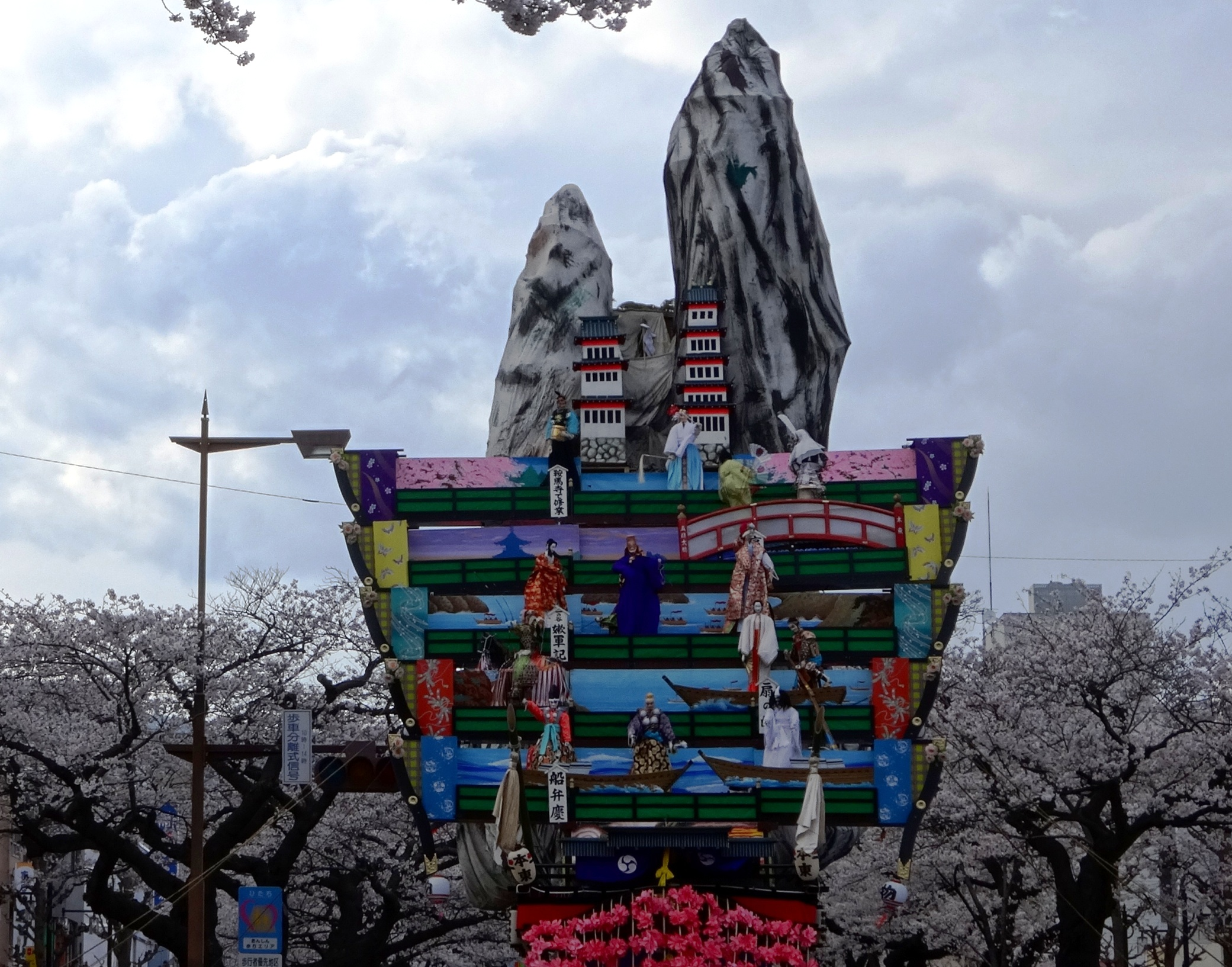
日立風流物（茨城県），ユネスコの無形文化遺産
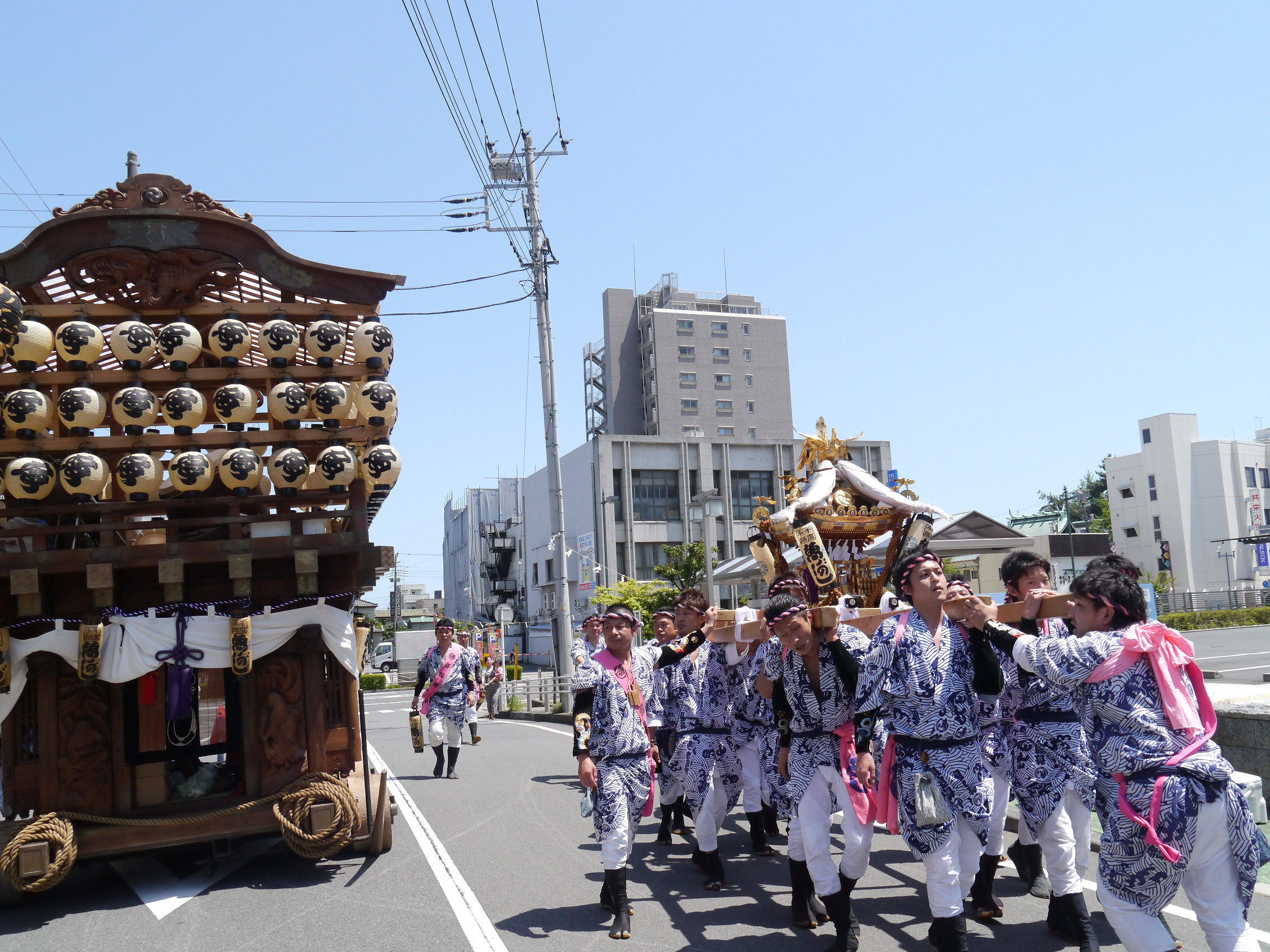
小田原松原神社例大祭。山車を越して御旅所に突っ駆ける、魚河岸のブリ神輿
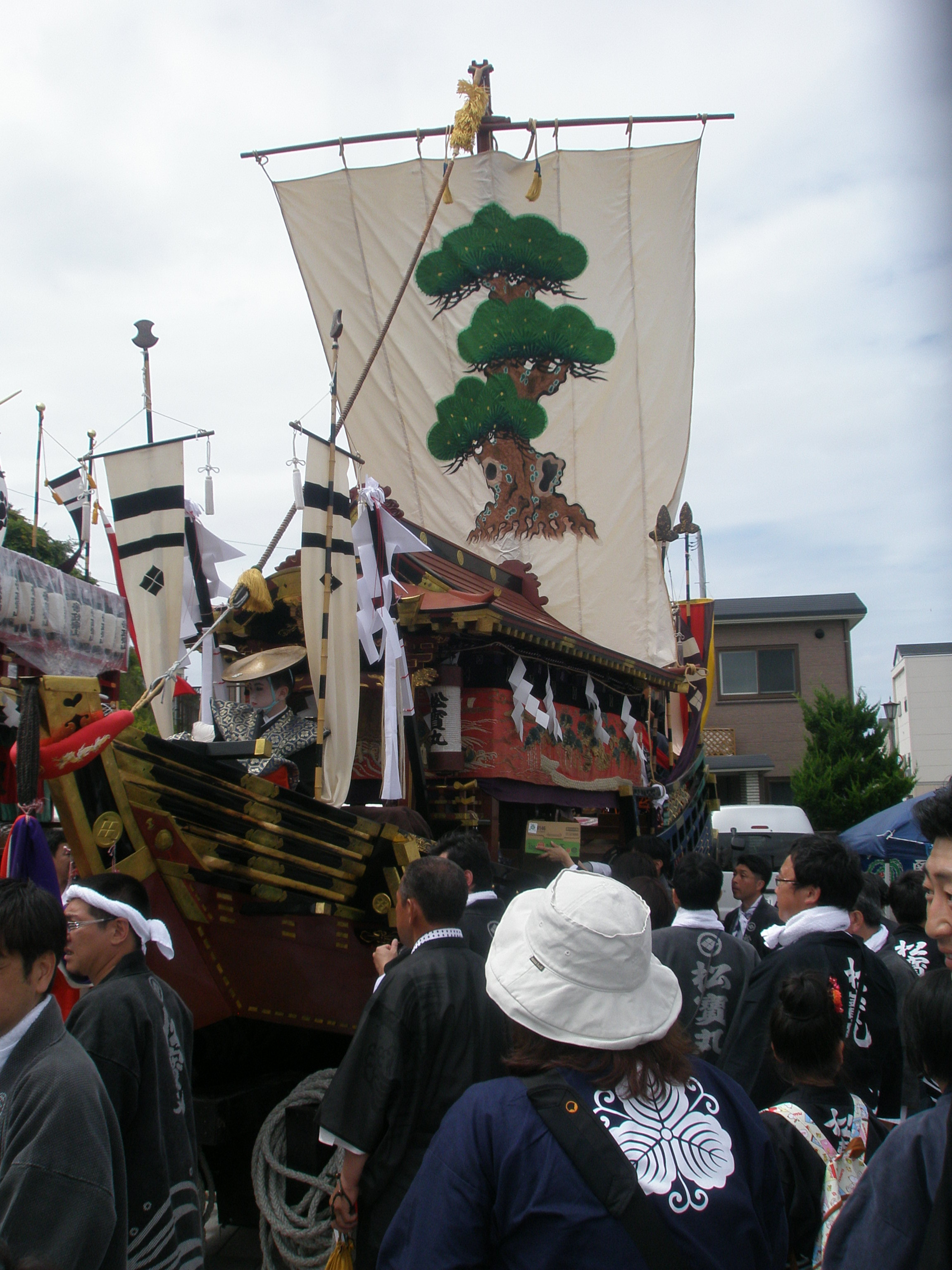
北海道江差町・姥神大神宮渡御祭の「松寳丸」：「船山」と呼ばれる和船造りの特殊な山車

## 世界の山車

### インド
インドでは、リグヴェーダの時代から神様の乗り物をラタ（Ratha）という。また、英語では、テンプル・カーと呼ぶ。ラタ（Ratha）をモチーフにした建築物もある。インドのヒンドゥー教寺院の祭で、神様をのせ華麗に装飾された山車を、たくさんの人たちが引いて歩く。大きさや高さは様々だが、最大の物は高さ29メートルと、重さが300トン超えの山車もある。ただし、インドにおける山車を引く習慣は仏教起源であると推測されている。ヒンドゥー教の4大巡礼地の一つに数えられるプリーでは、年に一度、ラタ・ヤトラという大きな祭りが催される。

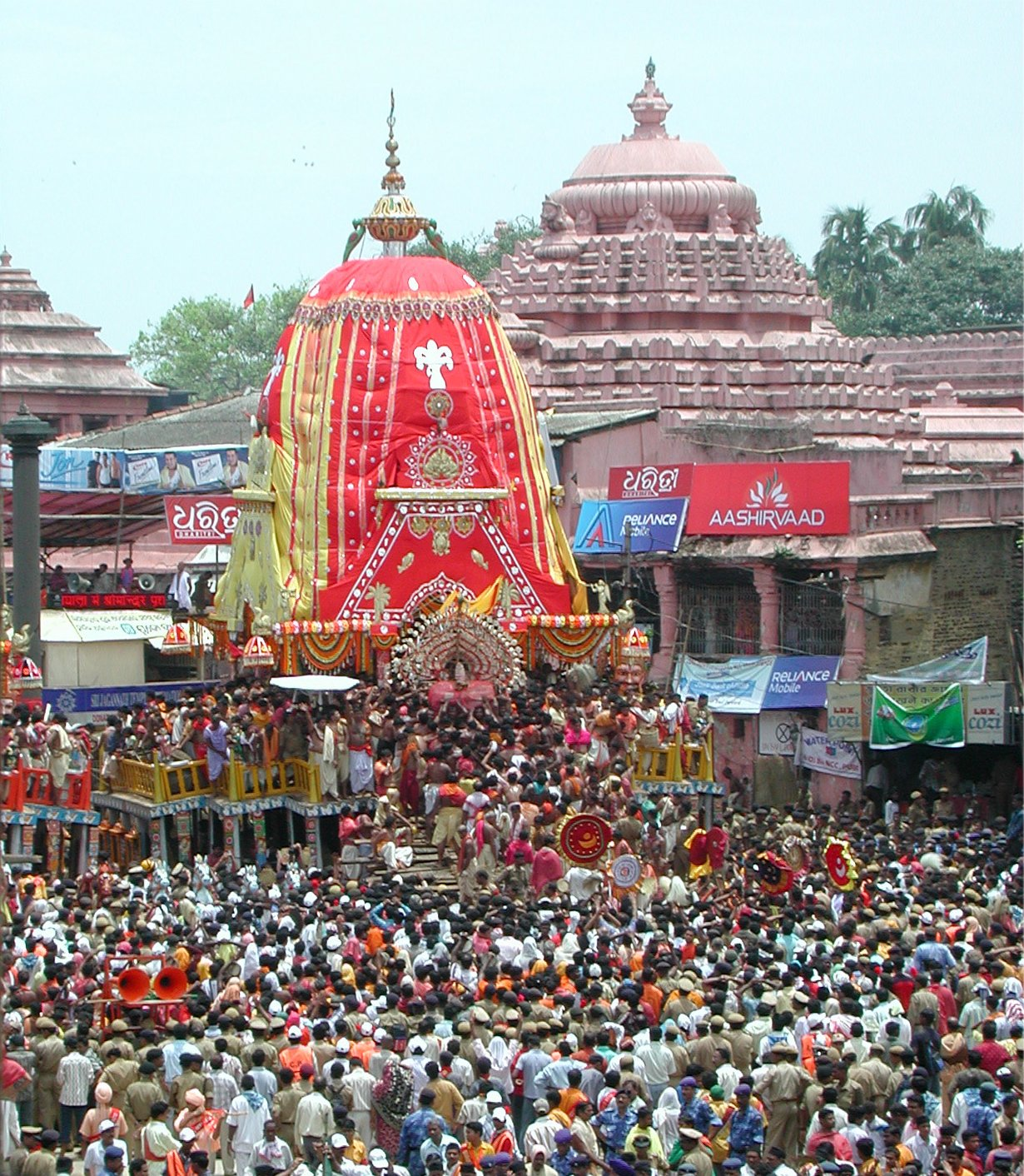
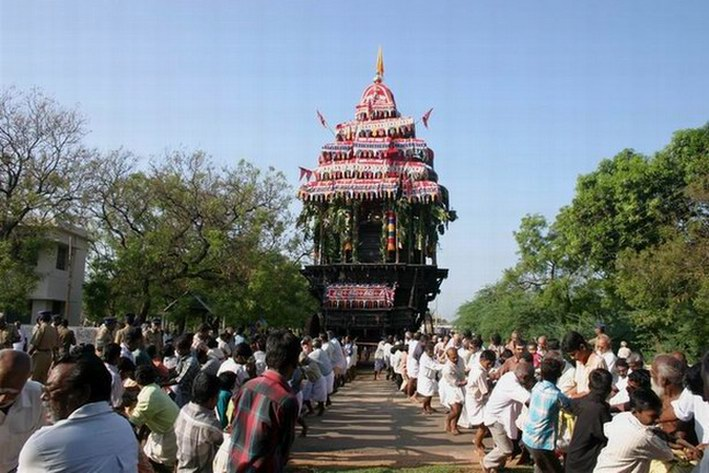
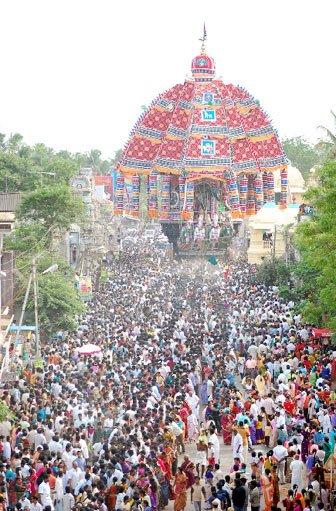
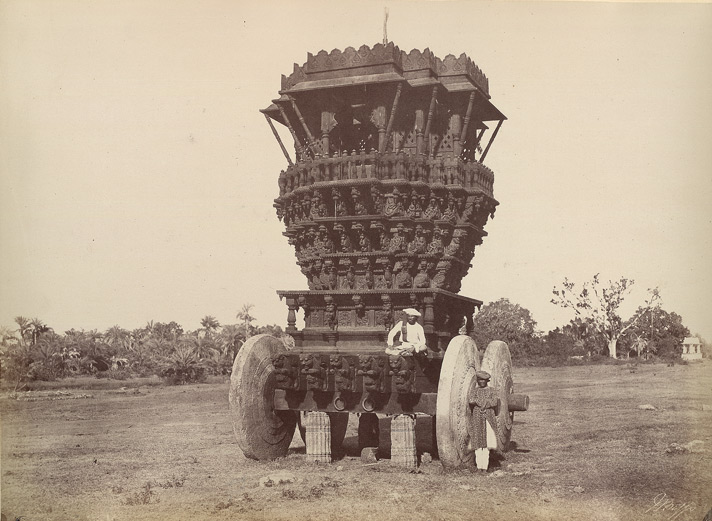
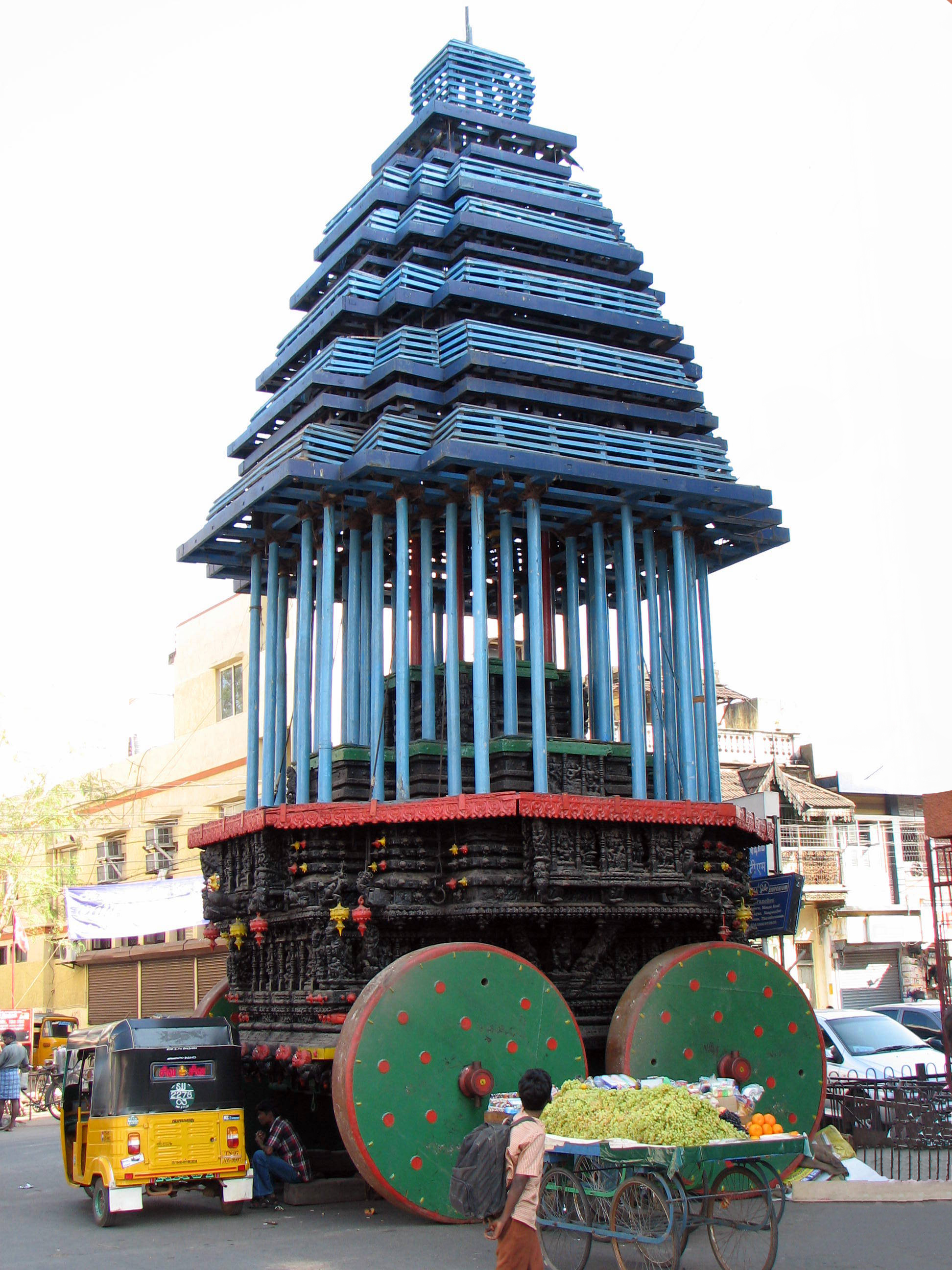
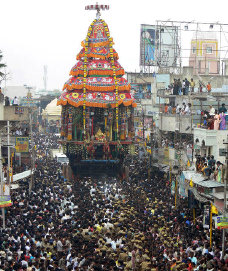
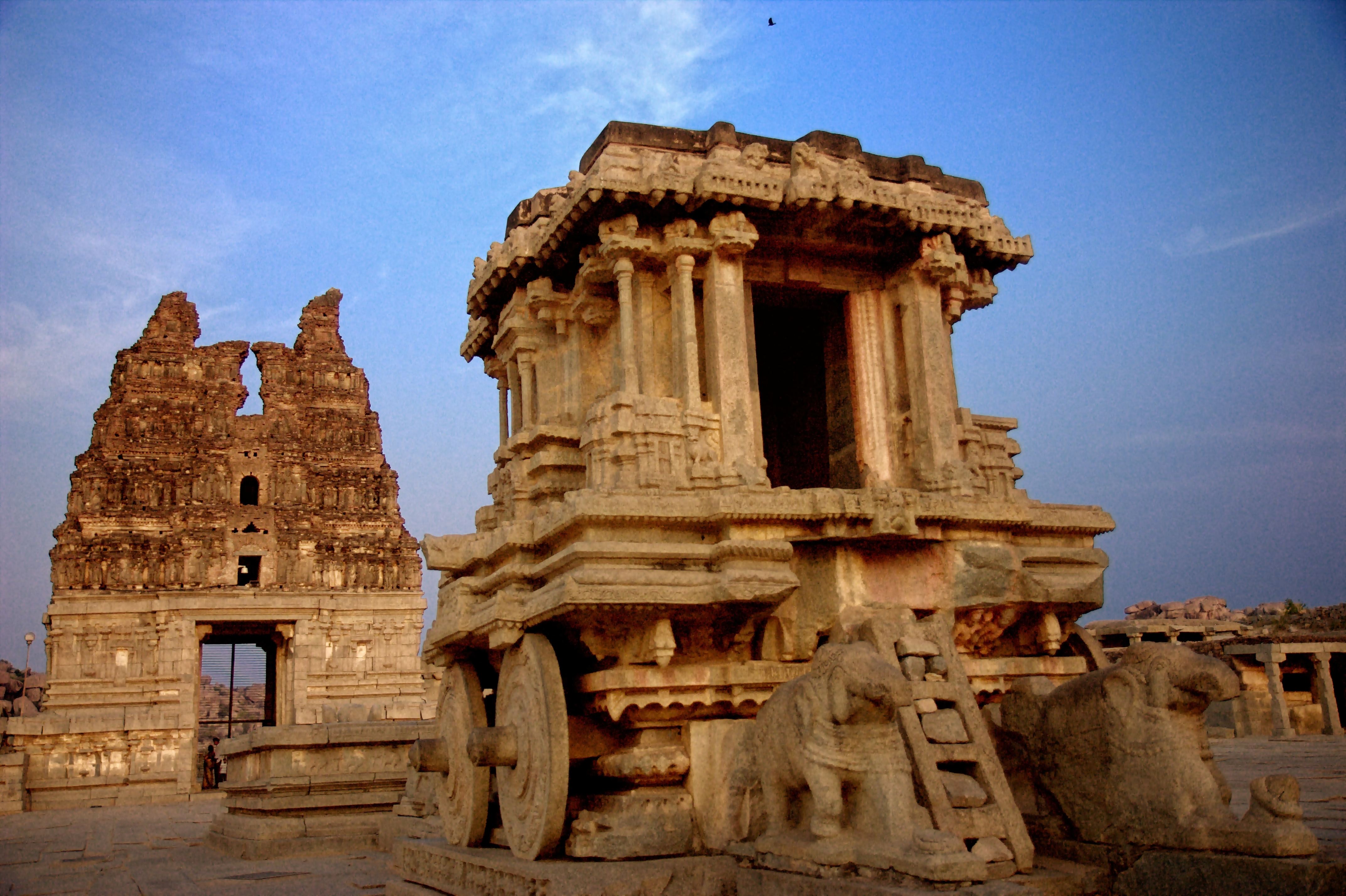

## 脚註
1. ↑  『大辞泉』
2. ↑  戦国時代の祇園祭カトリック大阪教会管区部落問題活動センター事務局、2008年9月
3. ↑  女子も奮闘 大阪・生根神社　夜空を焦がす巨大「だいがく」THE PAGE, 2015.07.29
4. ↑  牧村史陽・編『大阪ことば事典』講談社（講談社文庫）1998年、415,416頁。
5. ↑  架線を撤去し山車通過　世界に認められる祭りを支える鉄道会社の心意気 乗りものニュース編集部、2016年11月29日（2023年6月19日閲覧）。
6. ↑  https://kunishitei.bunka.go.jp/bsys/index 国指定文化財等データベース 文化庁
7. ↑  https://web.archive.org/web/20140413143853/http://www.bunka.go.jp/bunkazai/shoukai/pdf/unesco_jyoyaku_140313.pdf 文化庁報道発表
8. ↑  https://web.archive.org/web/20140705080545/http://www.bunka.go.jp/bunkazai/shoukai/pdf/mukeibunkaisan_ichiran_140327.pdf 文化庁報道発表
9. ↑  「ユネスコ無形文化遺産 登録審査16年に先送り」北日本新聞 2014年（平成26年）6月5日31面
10. ↑  「文化審議会の答申内容」北日本新聞 2015年1月17日6面
11. ↑  「山・鉾・屋台 無形文化遺産 18府県の祭り33件一括 ユネスコ補助機関勧告 県内から3件」北日本新聞 2016年11月1日1面
12. ↑  「高岡御車山 魚津たてもん 城端曳山 無形文化遺産に登録、山 鉾 屋台 18府県33件一括 ユネスコ委」北日本新聞 2016年12月2日1面
13. ↑  https://www.youtube.com/watch?v=pGoDws0zxg0&feature=youtu.be 第11回政府間委員会審議録音
14. ↑  『ユネスコ無形遺産 新湊曳山・築山 候補に 25年に審査・決定』北日本新聞 2023年12月19日1面
15. ↑  『ユネスコ無形遺産 新湊曳山・築山追加申請』北日本新聞 2024年1月27日29面
16. ↑  http://www.dinamani.com/tamilnadu/article1046568.ece
17. ↑  http://hinduism.about.com/od/rathyatra/a/rathyatra.htm